# Умершие в сентябре 2023 года
Это список известных людей, соответствующих установленным критериям значимости (см. Википедия:Критерии значимости персоналий), умерших в сентябре 2023 года.
Причина смерти указывается лишь в исключительных случаях (убийство, самоубийство, гибель в результате военных действий, смертная казнь, ДТП или несчастные случаи). В остальных случаях — не указывается.

## 30 сентября

Владимир Завьялов

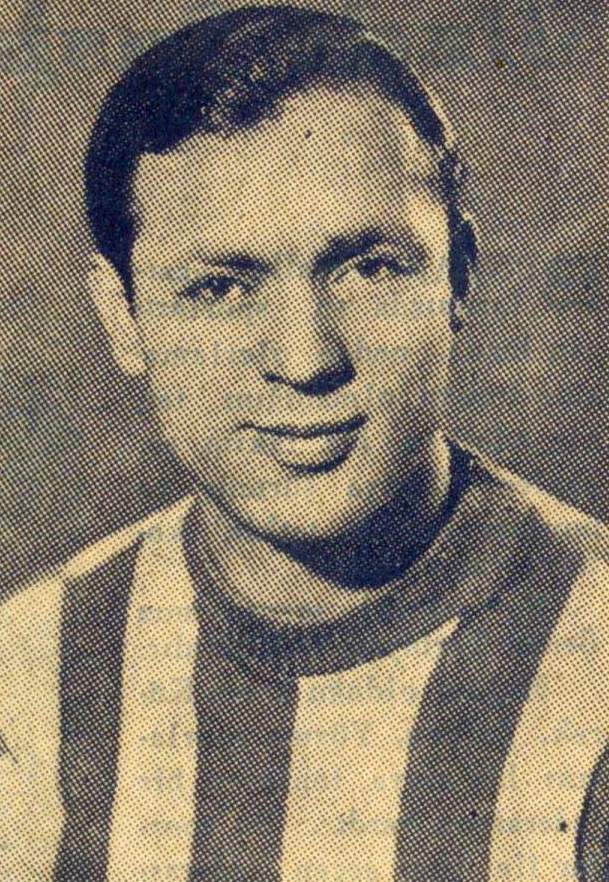
Галип Хактаныр

- Бакайоко, Юсуф[фр.] (80) — ивуарийский политик и дипломат, министр иностранных дел (2006—2010)[1].
- Данненберг, Томас[нем.] (81) — немецкий актёр[2].
- Завьялов, Владимир Юрьевич (75) — советский и российский психиатр, психотерапевт[3].
- Кемаль, А.К.М. Шахджахан[бенг.] (73) — бангладешский политик, министр гражданской авиации и туризма (2018—2019), депутат Национальной ассамблеи (с 2014)[4].
- Коняев, Виталий Анатольевич (86) — советский и российский актёр, народный артист Российской Федерации (1998)[5].
- Матюшин, Лев Николаевич (91) — советский и российский скульптор, член-корреспондент РАХ (2011), народный художник Российской Федерации (2011)[6].
- Морильо, Эрик (23) — перуанский футболист; ДТП[7].
- Саттар Бхуян, Абдус[англ.] (84) — бангладешский политический деятель, депутат Национальной ассамблеи (с 2019)[8].
- Сафронов, Виталий Александрович (87) — советский и российский политический деятель, первый секретарь Алтайского крайкома КПСС (1990—1991), депутат Государственной думы (1995—2003)[9].
- Солдатов, Владимир Иванович (86) — советский и российский тренер по гребле на байдарках и каноэ, заслуженный тренер России[10].
- Сриса-ан, Вичит[тайск.] (88) — тайский учёный и политический деятель, министр образования (2006—2008)[11].
- Флинн, Майкл Фрэнсис (76) — американский писатель-фантаст[12].
- Хактаныр, Галип (102) — турецкий футболист[13].

## 29 сентября

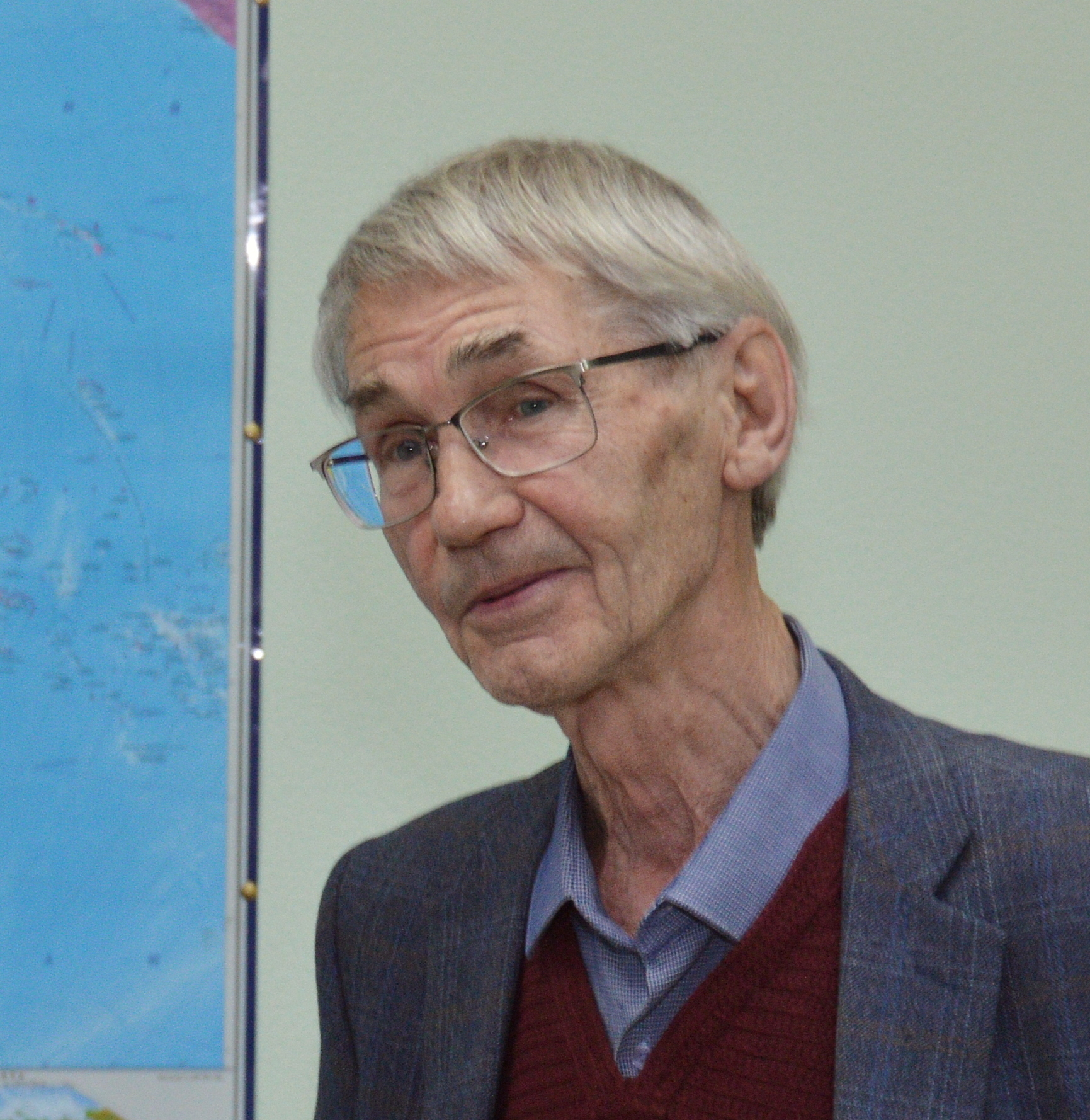
Александр Никифоров

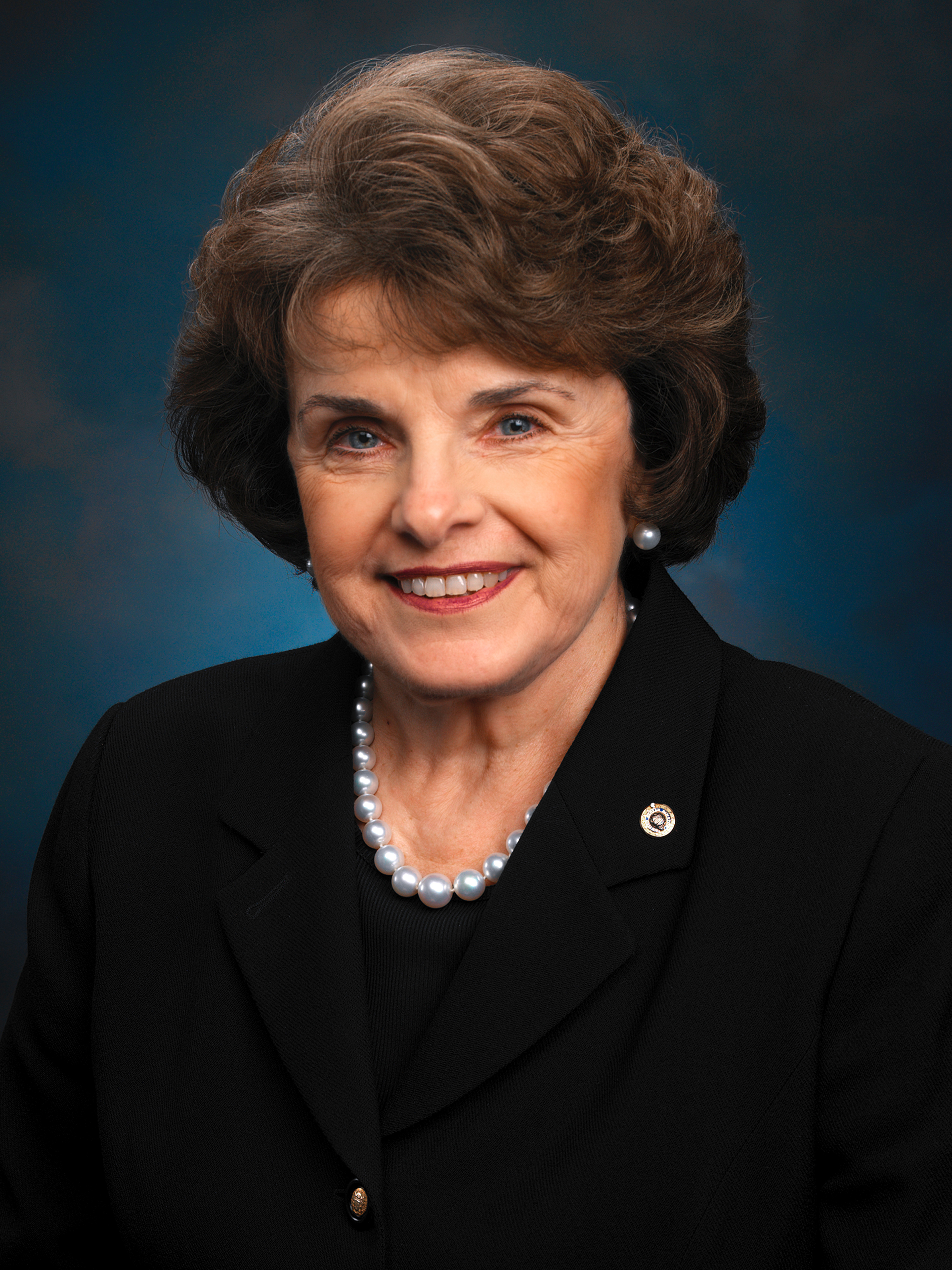
Дайэнн Файнстайн

- Бочков, Валерий Анатольевич (76) — советский игрок в хоккей с мячом и в хоккей на траве, неоднократный победитель и призёр чемпионатов мира и СССР[14].
- Гловиньский, Михал[пол.] (88) — польский филолог, академик ПАН (2004)[15].
- Ибрахим, Саад Эддин[араб.] (84) — египетский социолог и общественный деятель[16].
- Кириленко, Иван Иванович (92) — советский государственный и политический деятель, председатель Севастопольского горисполкома (1973—1979)[17].
- Ковалёв, Владимир Андреевич (88) — советский государственный и политический деятель, председатель Ярославского облисполкома (1990—1991), народный депутат РСФСР/РФ (1990—1993)[18].
- Липов, Александр Александрович (82) — советский и российский актёр[19].
- Мир Ваис-хан (66) — представитель династии Баракзаев, сын последнего короля Афганистана Мухаммеда Захир-шаха[20].
- Никифоров, Александр Леонидович (83) — советский и российский философ, сотрудник ИФ РАН[21].
- Розелли, Кетти[итал.] (51) — итальянская балерина и актриса[22].
- Файнстайн, Дайэнн (90) — американский политик, мэр Сан-Франциско (1978—1988), сенатор (с 1992)[23].

## 28 сентября

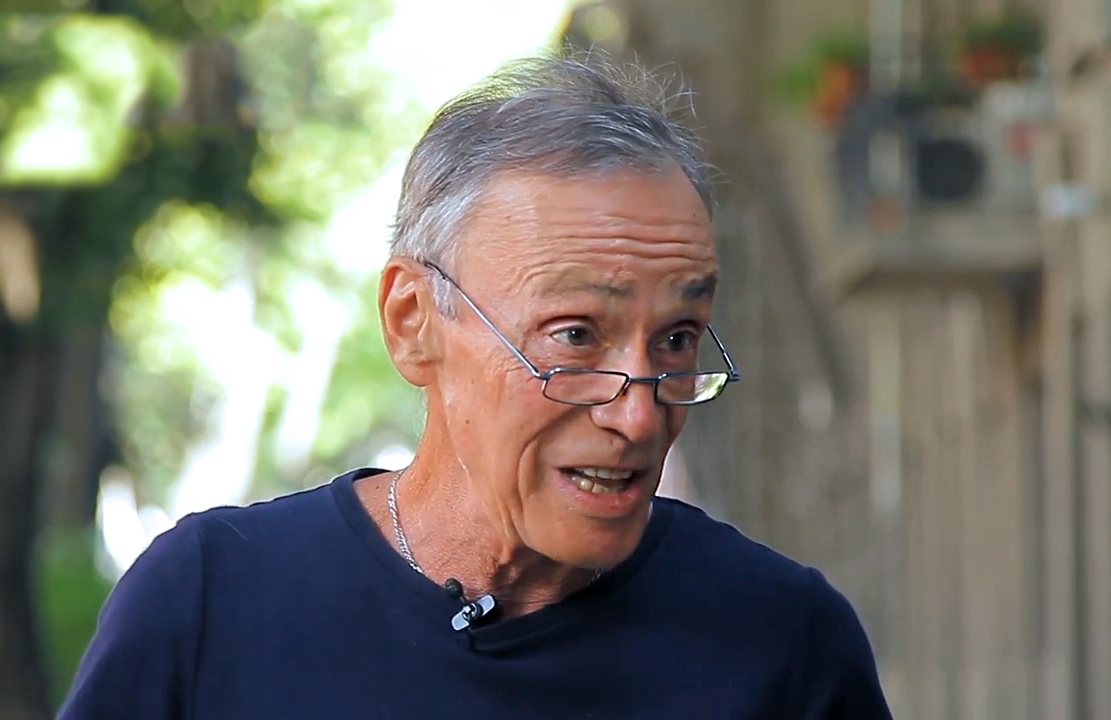
Андрей Добролюбский

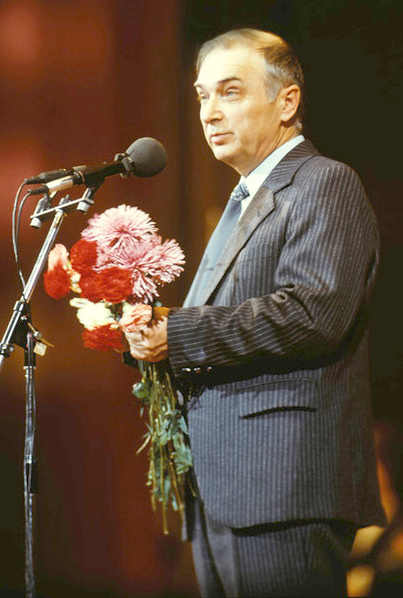
Ион Друцэ

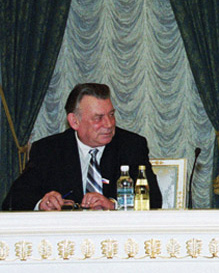
Геннадий Райков

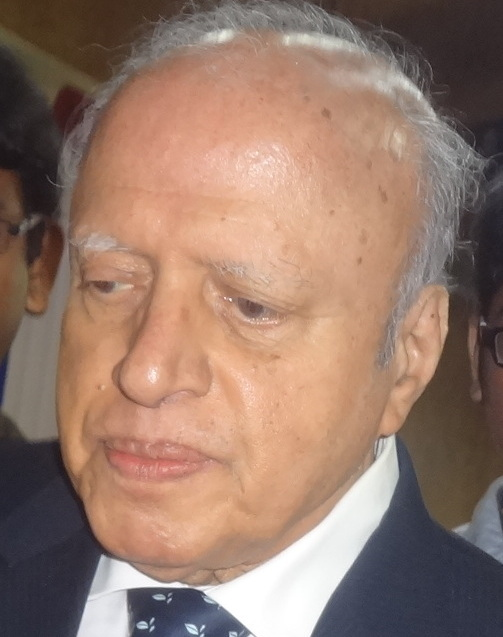
Монокомпу Сваминатан

- Григорьев, Владимир Анатольевич (62) — молдавский юрист, председатель Конституционного суда Приднестровской Молдавской Республики (2002—2009)[24].
- Герра Гарсия, Эрнандо[исп.] (60) — перуанский бизнесмен и политический деятель, депутат парламента (c 2021)[25].
- Добролюбский, Андрей Олегович (74) — советский и украинский археолог[26].
- Друцэ, Ион Пантелеевич (95) — советский и молдавский писатель, драматург[27].
- Елкова, Валентина Алексеевна (92) — советский и российский искусствовед, член-корреспондент РАХ (2012)[28].
- Козин, Владимир Иванович (101) — советский и латвийский художник[29].
- Пашаева, Ганира Алескер кызы (48) — азербайджанский общественный и политический деятель, депутат Национального собрания (с 2005)[30].
- Райков, Геннадий Иванович (84) — российский политический деятель, депутат Государственной думы (1995—2007)[31].
- Салам, Наджах[араб.] (92) — ливанская певица и актриса[32].
- Сваминатан, Монокомпу Самбасиву (98) — индийский генетик и селекционер растений, иностранный член РАН (2014)[33].
- Соммаджуоло, Армандо[итал.] (70) — итальянский журналист[34].
- Филин, Вячеслав Михайлович (84) — советский и российский конструктор, сотрудник РКК «Энергия»[35].

## 27 сентября

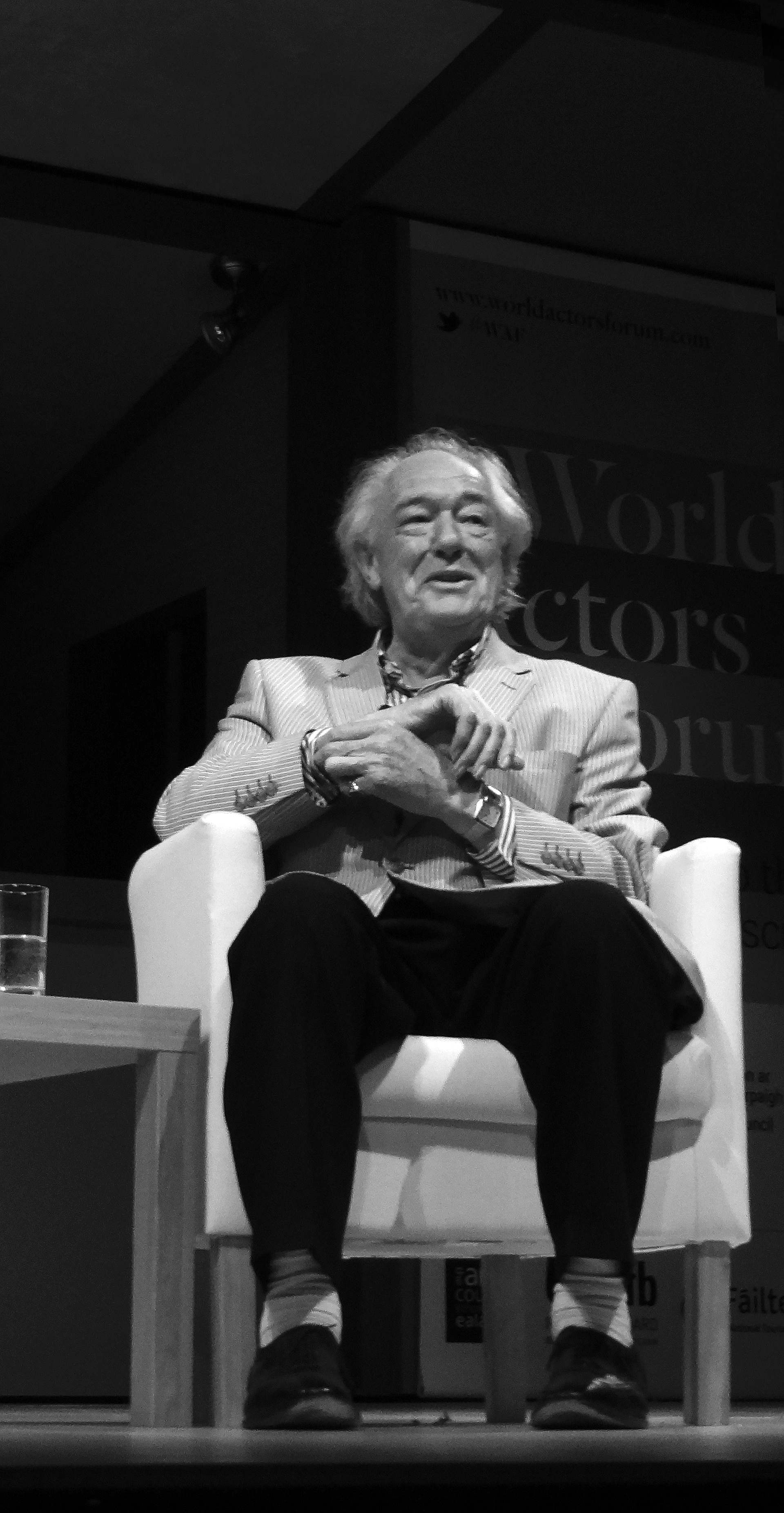
Майкл Гэмбон

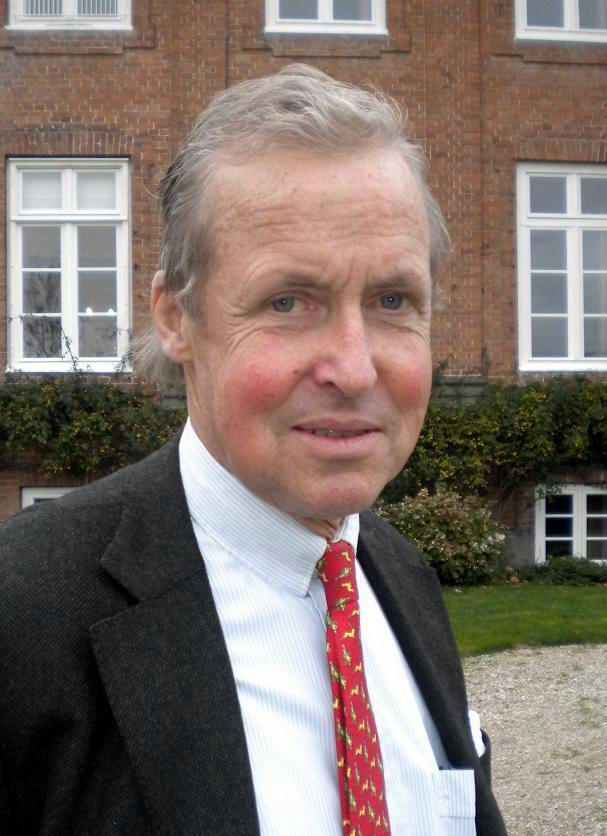
Кристоф Шлезвиг-Гольштейнский

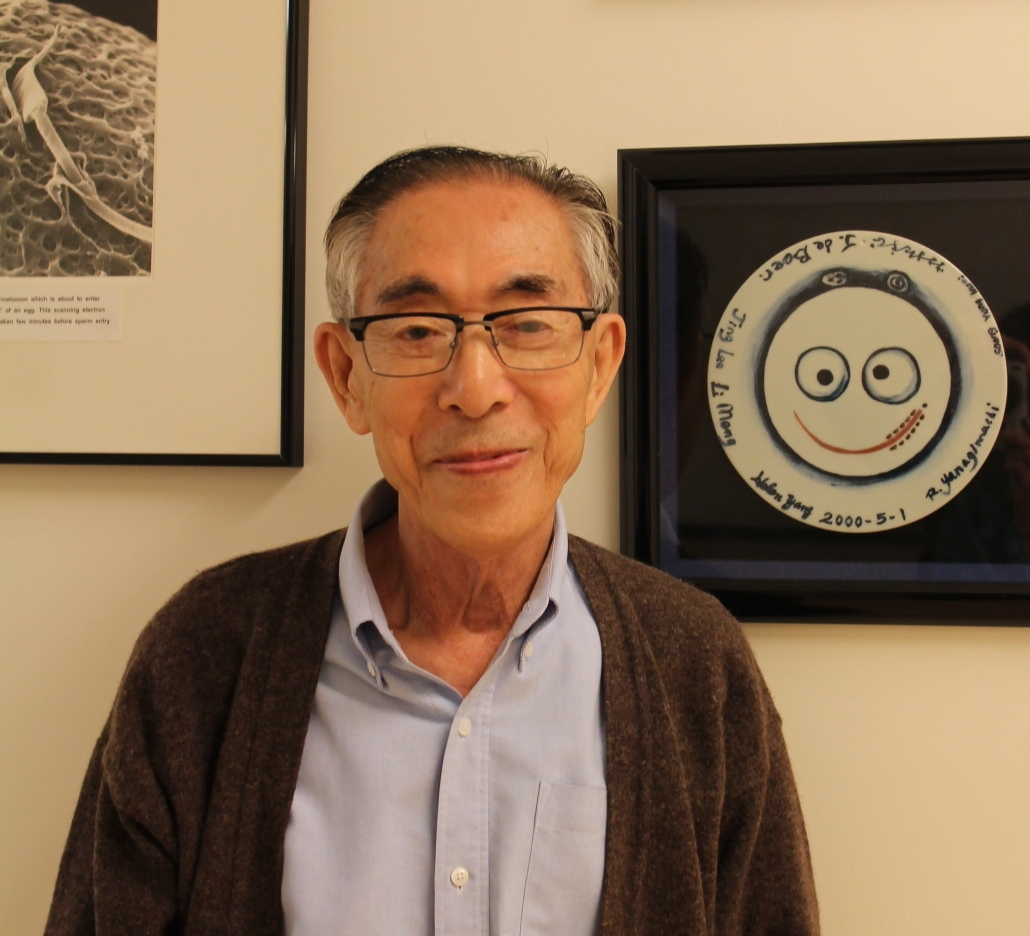
Рюдзо Янагимати

- Беленький, Григорий Романович (73) — советский и российский кинооператор, заслуженный деятель искусств Российской Федерации[36].
- Гэмбон, Майкл (82) — ирландский и британский актёр[37].
- Зименок, Василий Петрович (89) — советский шахтёр, Герой Социалистического Труда (1971) (о смерти объявлено в этот день)[38].
- Коман, Владимир Михайлович (59) — советский и венгерский футболист[39].
- Кристоф (74) — титулярный герцог Шлезвиг-Гольштейнский (с 1980)[40].
- Лашанс, Катрин[фр.] (78) — французская актриса[41].
- Мурашко, Виктор Яковлевич (87) — советский и российский спортивный функционер, президент ЦСКА (1989—1994)[42].
- Рой, Суменду[англ.] (90) — индийский кинооператор-постановщик[43].
- Тембо, Джон[англ.] (91) — малавийский политик, министр финансов[англ.] (1964—1969)[44].
- Феттаоглу, Седа (44) — турецкая актриса[45].
- Форрест, Джим (79) — шотландский футболист, игрок национальной сборной[46].
- Шеридан, Боб[англ.] (79) — американский боксёр и спортивный комментатор ММА[47].
- Штамбук, Слободан (82) — хорватский католический прелат, епископ Хвара (1989—2018)[48].
- Янагимати, Рюдзо (95) — американский зоолог[49].

## 26 сентября

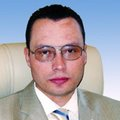
Сергей Кондратовский

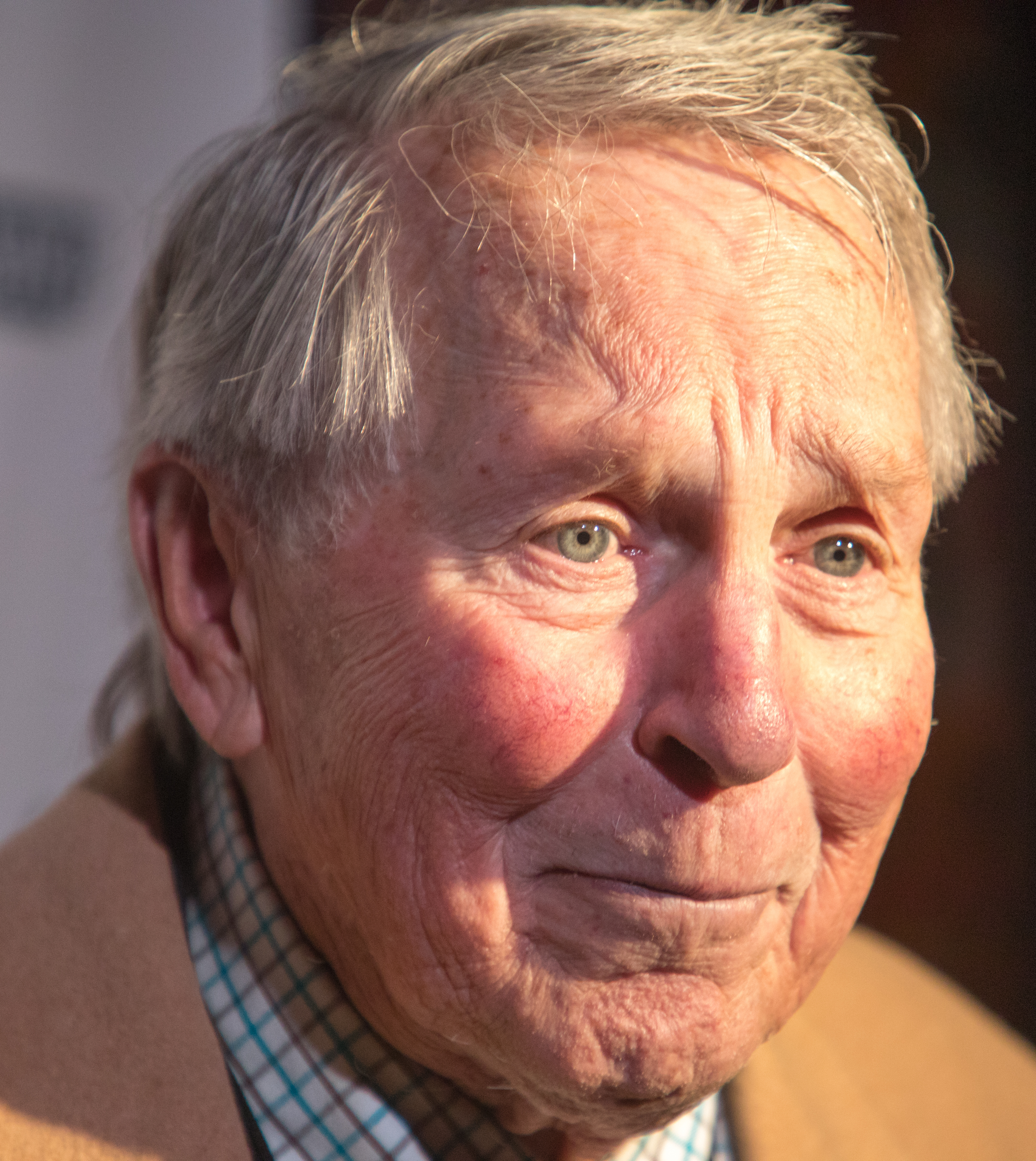
Брукс Робинсон

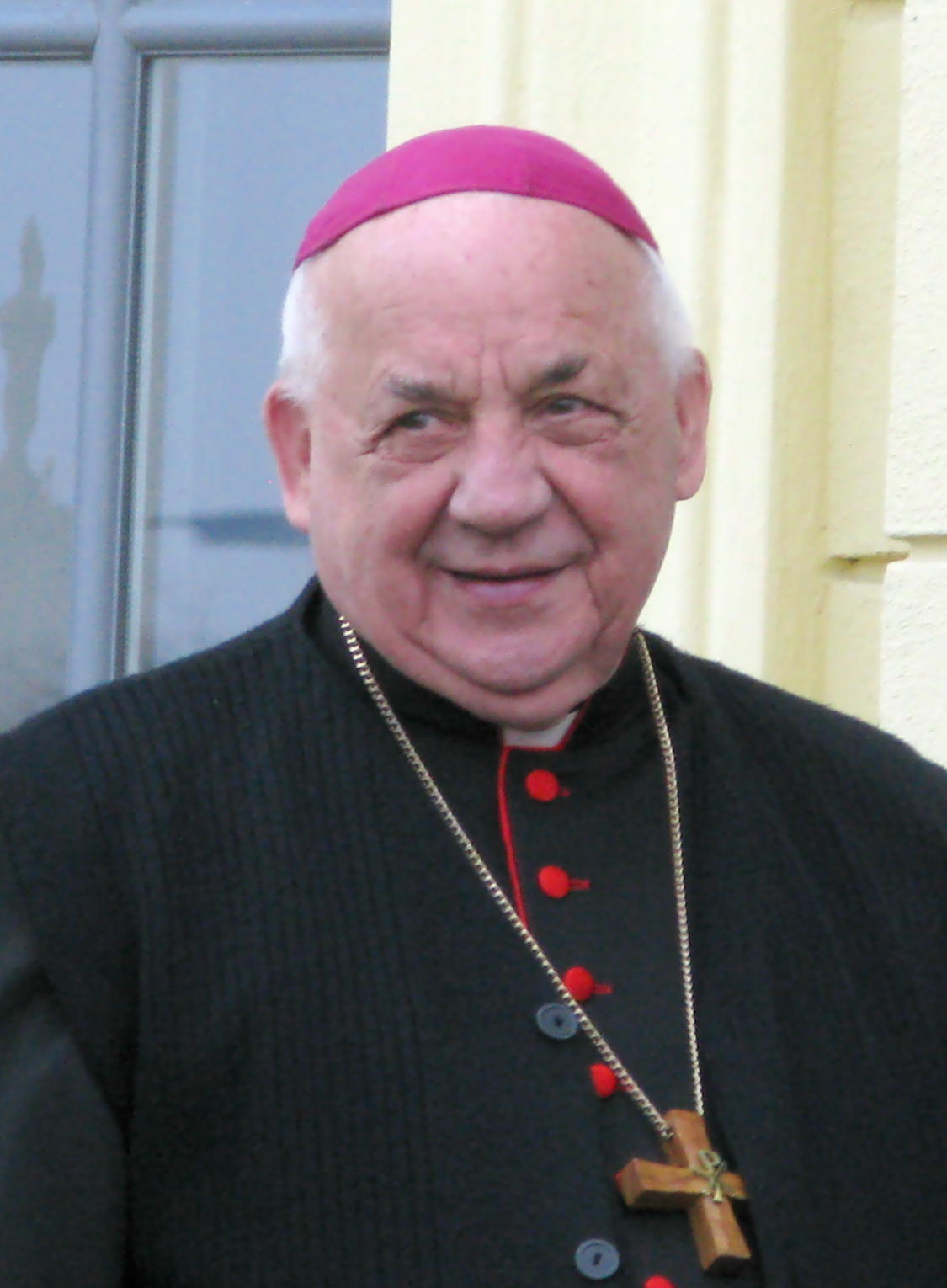
Станислав Шимецкий

- Дорси, Сандра[англ.] (83) — американская актриса[50].
- Кондратевский, Сергей Михайлович (58) — украинский и российский политический деятель, народный депутат Украины (1998—2002)[51].
- Лейтч, Морис[англ.] (90) — североирландский писатель[52].
- Перли, Анри[фр.] (95) — французский велогонщик[53].
- Робинсон, Брукс (86) — американский бейсболист, чемпион Мировой серии (1966, 1970) в составе команды «Балтимор Ориолс»[54].
- Топуз, Хыфзы[тур.] (100) — турецкий журналист и писатель[55].
- Хофстра, Клас[нидерл.] (79) — нидерландский актёр[56].
- Шимецкий, Станислав (99) — польский католический прелат, епископ Кельце (1981—1993), архиепископ Белостока (1993—2000)[57].
- Штеген, Эрло (88) — южноафриканский протестантский миссионер[58].

## 25 сентября

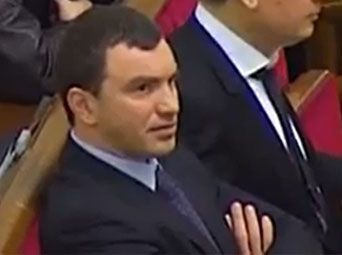
Андрей Иванчук

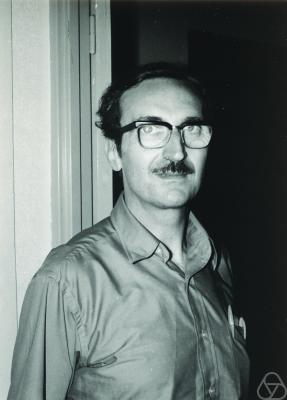
Эудженио Калаби

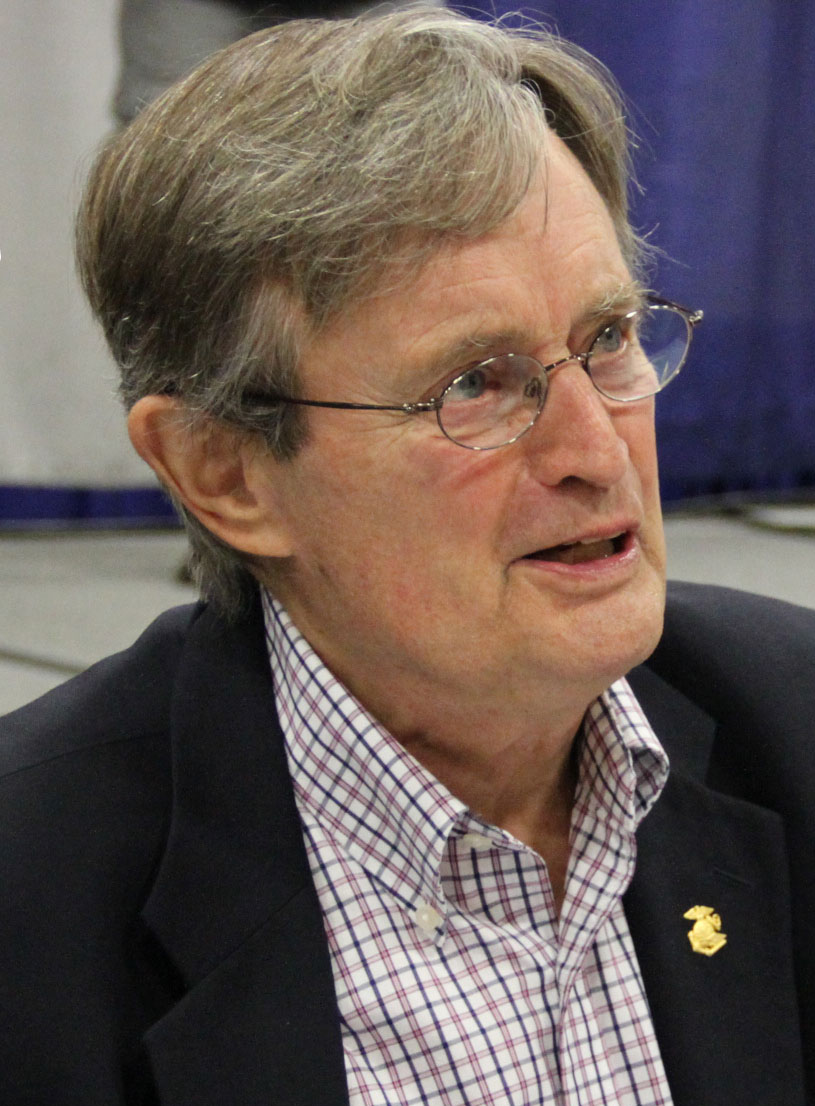
Дэвид Маккаллум

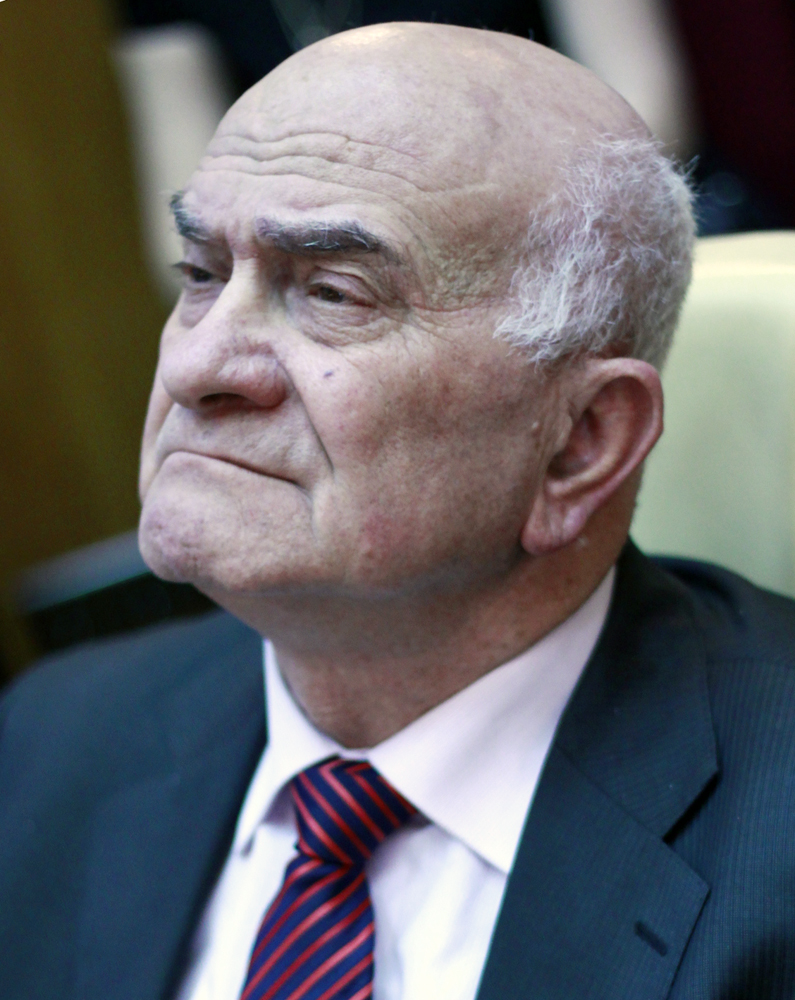
Евгений Ясин

- Декснис, Атис[латыш.] (50) — латвийский политик, депутат Сейма (с 2022)[59].
- Иванчук, Андрей Владимирович (50) — украинский политический деятель, народный депутат Украины (с 2012)[60].
- Калаби, Эудженио (100) — американский математик[61].
- Кристеску, Адина[рум.] (56) — румынская актриса[62].
- Кувалдин, Юрий Александрович (76) — советский и российский писатель, литературный критик и журналист[63].
- Маккаллум, Дэвид (90) — шотландский актёр и музыкант[64].
- Мандела, Золека[англ.] (43) — южноафриканская писательница, внучка Нельсона Манделы[65].
- Мессина Денаро, Маттео (61) — итальянский мафиози, один из лидеров «Коза ностры» (с 2006)[66].
- Минкилло, Луиджи[итал.] (68) — итальянский боксёр, участник Олимпийских игр (1976)[67].
- Чкония, Даниил Соломонович (77) — советский и российский поэт, писатель, журналист и литературный критик[68].
- Ясин, Евгений Григорьевич (89) — российский экономист и государственный деятель, министр экономики (1994—1997)[69].

## 24 сентября
- Айо, Феликс (90) — итальянский скрипач[70].
- Беленко, Виктор Иванович (76) — советский лётчик-перебежчик[71].
- К. Г. Джордж (77) — индийский режиссёр и сценарист[72].
- Кромский, Дмитрий Александрович (85) — советский и российский актёр, заслуженный артист РСФСР (1988)[73].
- Риглин, Кит[англ.] (66) — шотландский англиканский священнослужитель, епископ Аргайла и островов[англ.] (с 2021)[74].
- Фату, Леон[фр.] (97) — французский политик, депутат Европейского парламента (1984—1989), сенатор (1992—2001)[75].
- Ферруфино, Альфонсо[исп.] (81) — боливийский юрист, социолог и политик, министр правительства (2003—2004)[76].
- Хекер, Цви[ивр.] (92) — израильский архитектор[77].
- Хмельницкий, Владимир Ильич (88) — советский и украинский режиссёр и сценарист, заслуженный деятель искусств Украины (2003)[78].
- Шестаков, Владимир Алексеевич (76) — советский и российский историк, сотрудник Института российской истории РАН[79].

## 23 сентября
- Абоагье, Дэниэл[англ.] (49) — ганский политик, депутат Парламента (2016—2020)[80].
- Беседнова, Наталия Николаевна (88) — советский и российский микробиолог и иммунолог, директор НИИ эпидемиологии и микробиологии (1988—2010), академик РАМН (2000—2013), академик РАН (2013)[81].
- Глорьё, Франсуа[фр.] (91) — бельгийский пианист, композитор и дирижёр[82].
- Киркман, Терри[англ.] (83) — американский музыкант и автор песен[83].
- Лопес Фореро, Виктор Мануэль[исп.] (92) — колумбийский католический прелат, епископ Сокорро-и-Сан-Хиля (1980—1985), архиепископ Нуэва-Памплоны (1994—1998) и Букараманги (1998—2009)[84].
- Тижу, Ноэль[фр.] (81) — французский стайер, участник Олимпийских игр (1972)[85].
- Элордуй Вальтер, Эухенио[исп.] (82) — мексиканский политик, губернатор Нижней Калифорнии (2001—2007)[86].

## 22 сентября

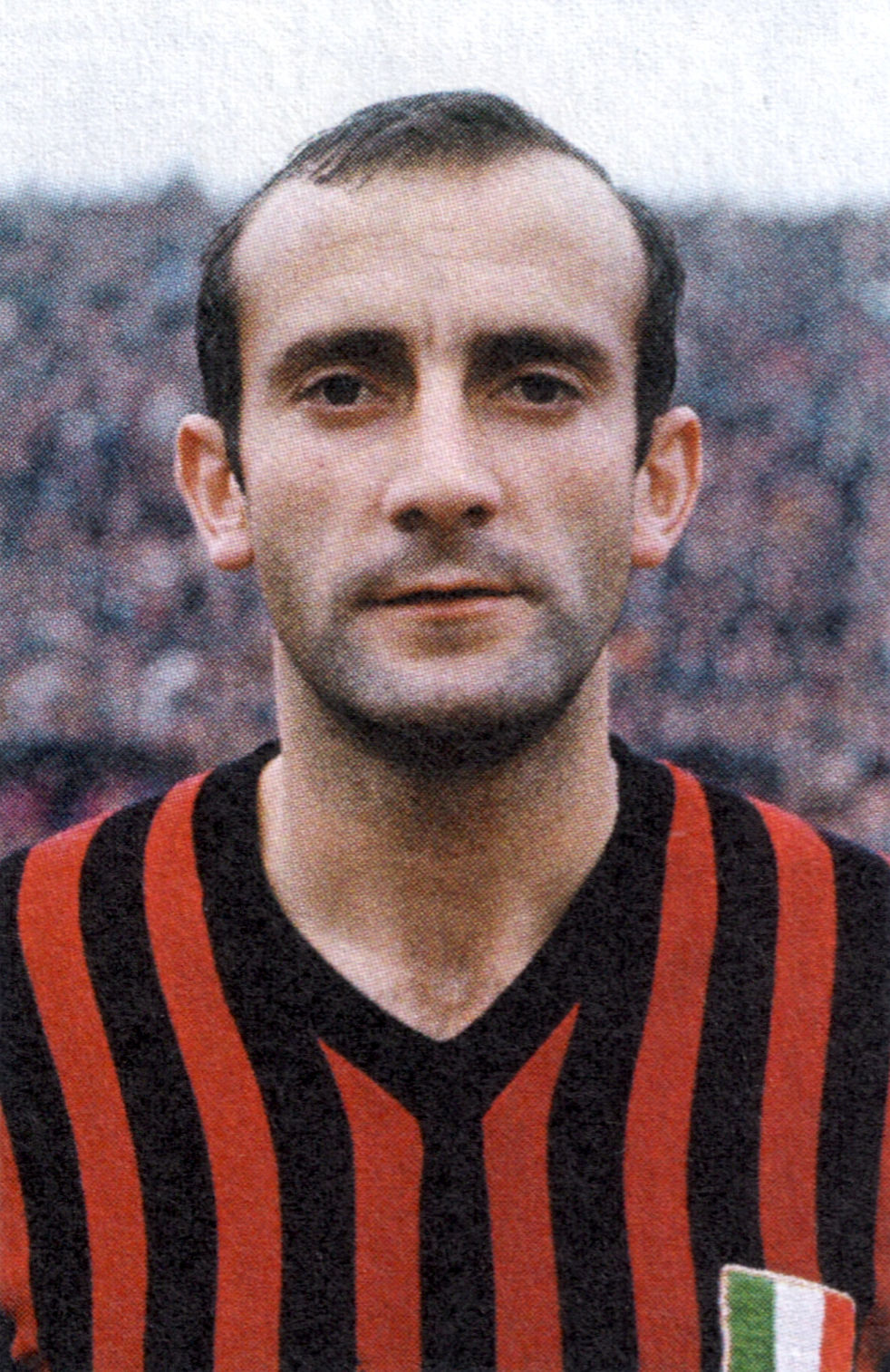
Джованни Лодетти

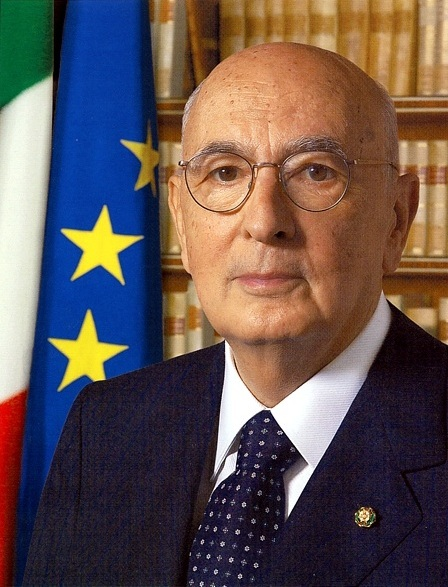
Джорджо Наполитано

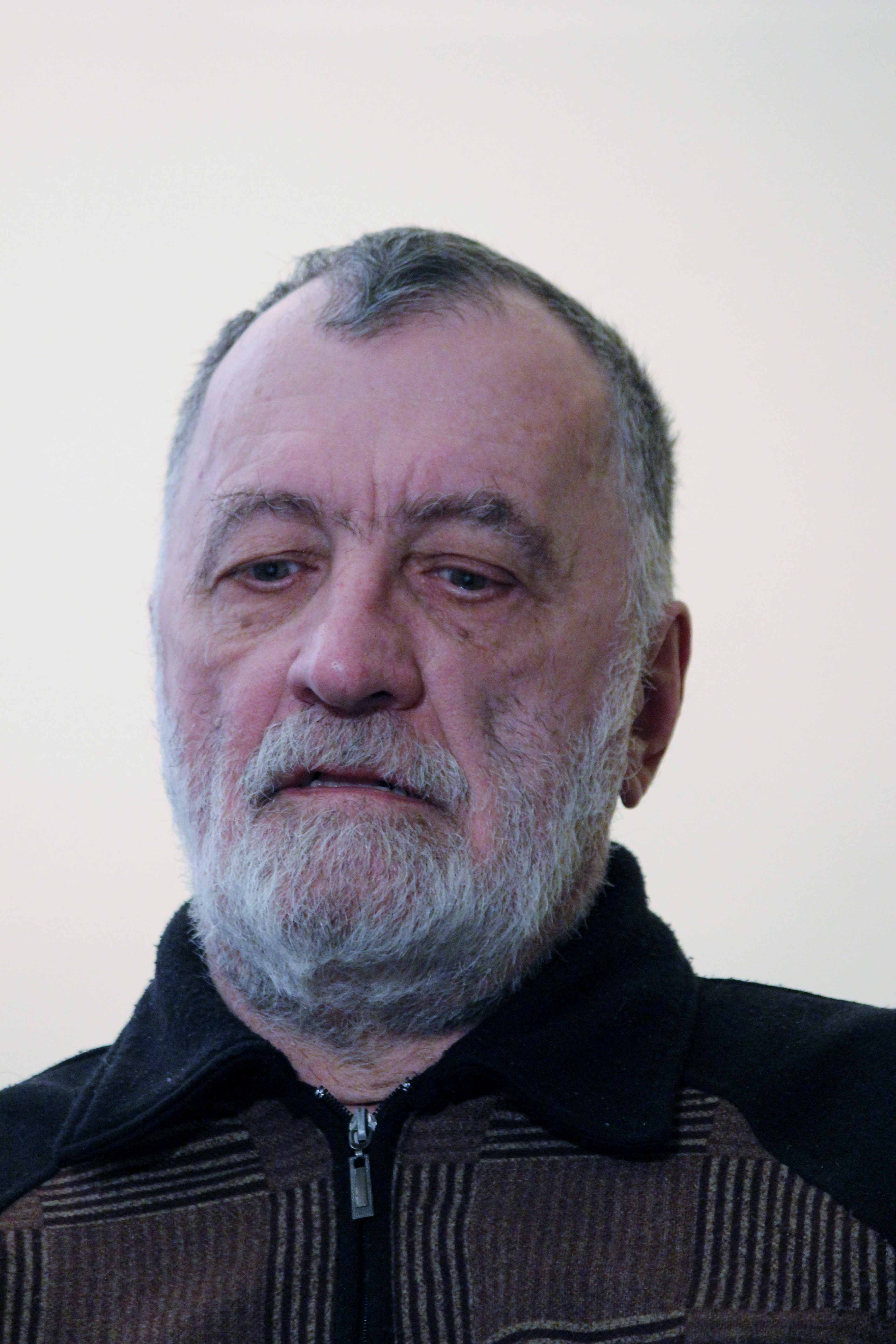
Борис Останин

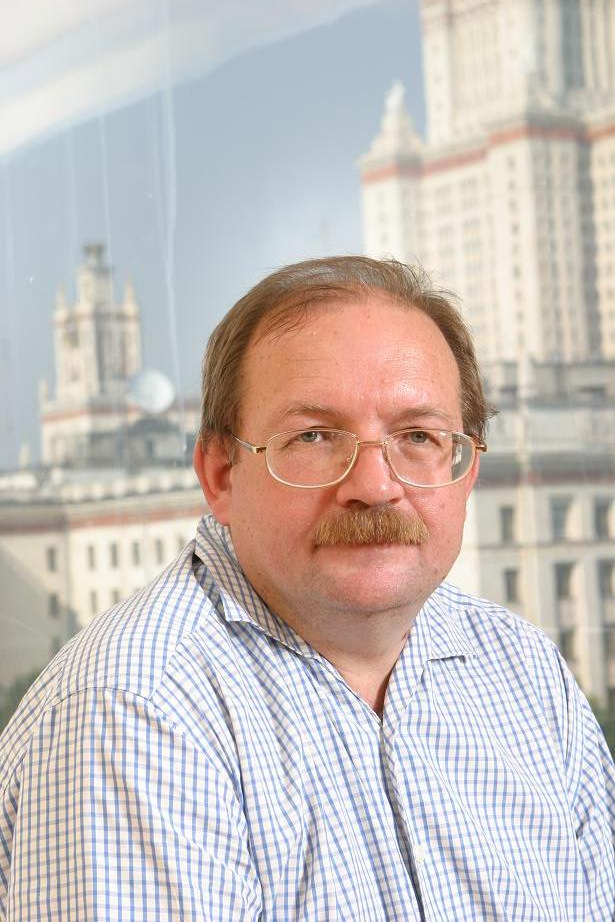
Сергей Соловьёв

- Барбоза, Мария Кармен[порт.] (76) — бразильский драматург и сценарист[87].
- Блохина, Клавдия Ефимовна (88) — советская и российская актриса, заслуженная артистка РСФСР (1974)[88].
- Гетро, Джон (79) — американский серийный убийца[89].
- Ильин, Виктор Макарович (93) — советский и белорусский учёный в области электротехники, ректор БГУИР (1973—2000)[90].
- Казарян, Роланд Артаваздович (87) — советский и российский звукорежиссёр, заслуженный деятель искусств Российской Федерации (1997)[91].
- Келлер, Эвелин Фокс (87) — американский физик и литератор, член Американской академии искусств и наук (2007)[92].
- Лодетти, Джованни (81) — итальянский футболист, чемпион Европы (1968)[93].
- Лопиш, Америку (90) — португальский футболист, бронзовый призёр чемпионата мира (1966)[94].
- Лундестад, Гейр[норв.] (78) — норвежский историк, академик Норвежской академии наук[95].
- Маялу, Кхем Радж Бхатта[англ.] (76) — непальский политический деятель, член Парламента (1999—2008)[96].
- Моран, Кристина[исп.] (93) — уругвайская актриса, телеведущая и журналистка[97].
- Наполитано, Джорджо (98) — итальянский политический и государственный деятель, президент (2006—2015)[98].
- Останин, Борис Владимирович (76) — российский писатель, эссеист и переводчик[99].
- Соловьёв, Сергей Юрьевич (68) — российский математик, заведующий кафедрой алгоритмических языков факультета ВМК МГУ[100].
- Сохов, Владимир Казбулатович (84) — советский и российский партийный и государственный деятель, депутат Государственной думы (2000—2003)[101].
- Фернандо, Баяни[англ.] (77) — филиппинский политический деятель, член Палаты представителей (2016—2022)[102].
- Хайдар, Шарар[англ.] (52) — иракский футболист[103].
- Хортен, Петер (82) — австрийский гитарист, композитор и певец[104].
- Хохепа, Пату[англ.] (87) — новозеландский филолог, специалист по языку маори[105].
- Чоренс, Ольга[исп.] (99) — кубинская актриса и певица[106].

## 21 сентября

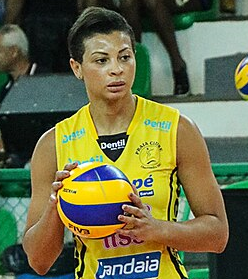
Валевска

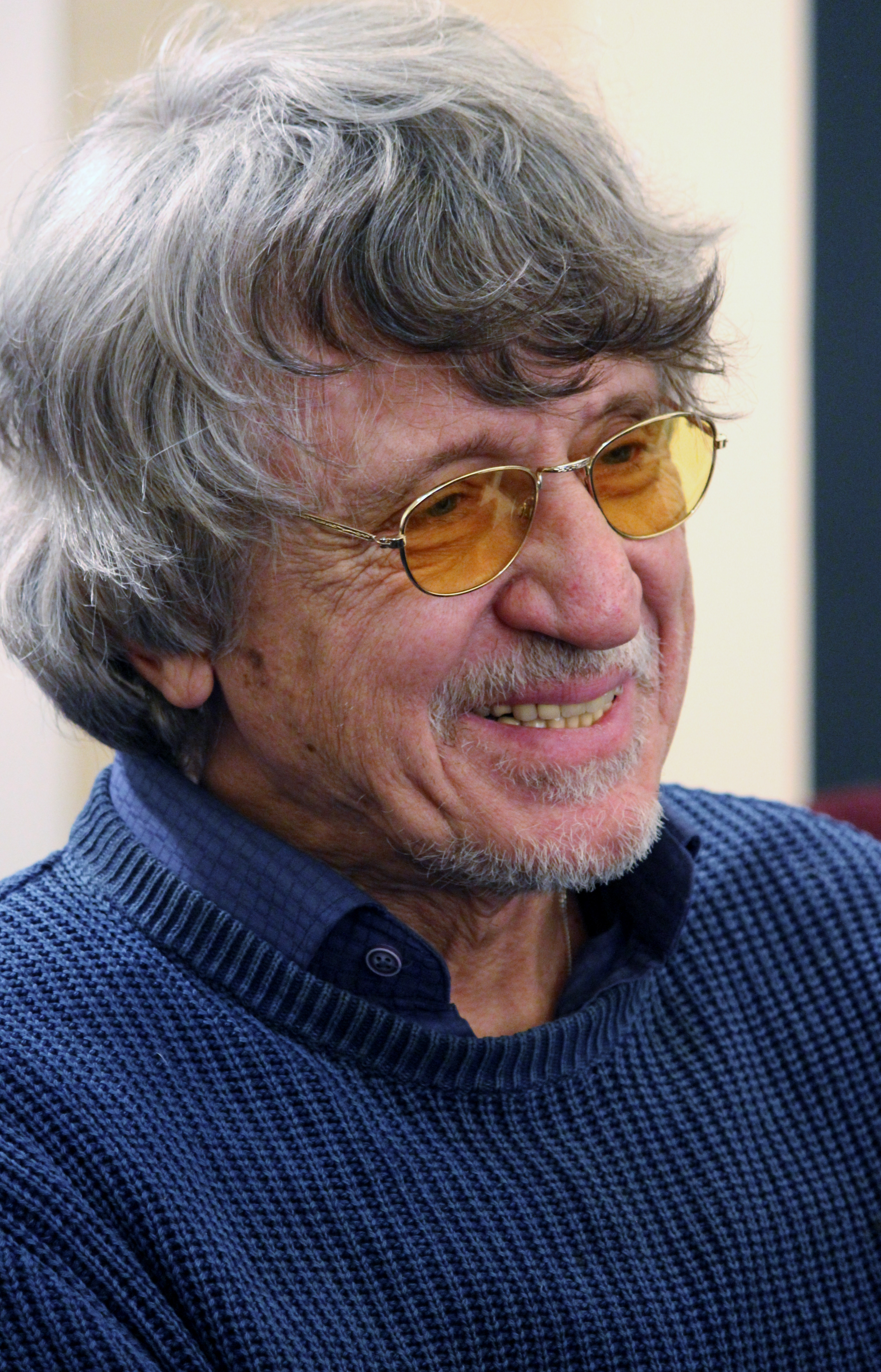
Андрей Тавров

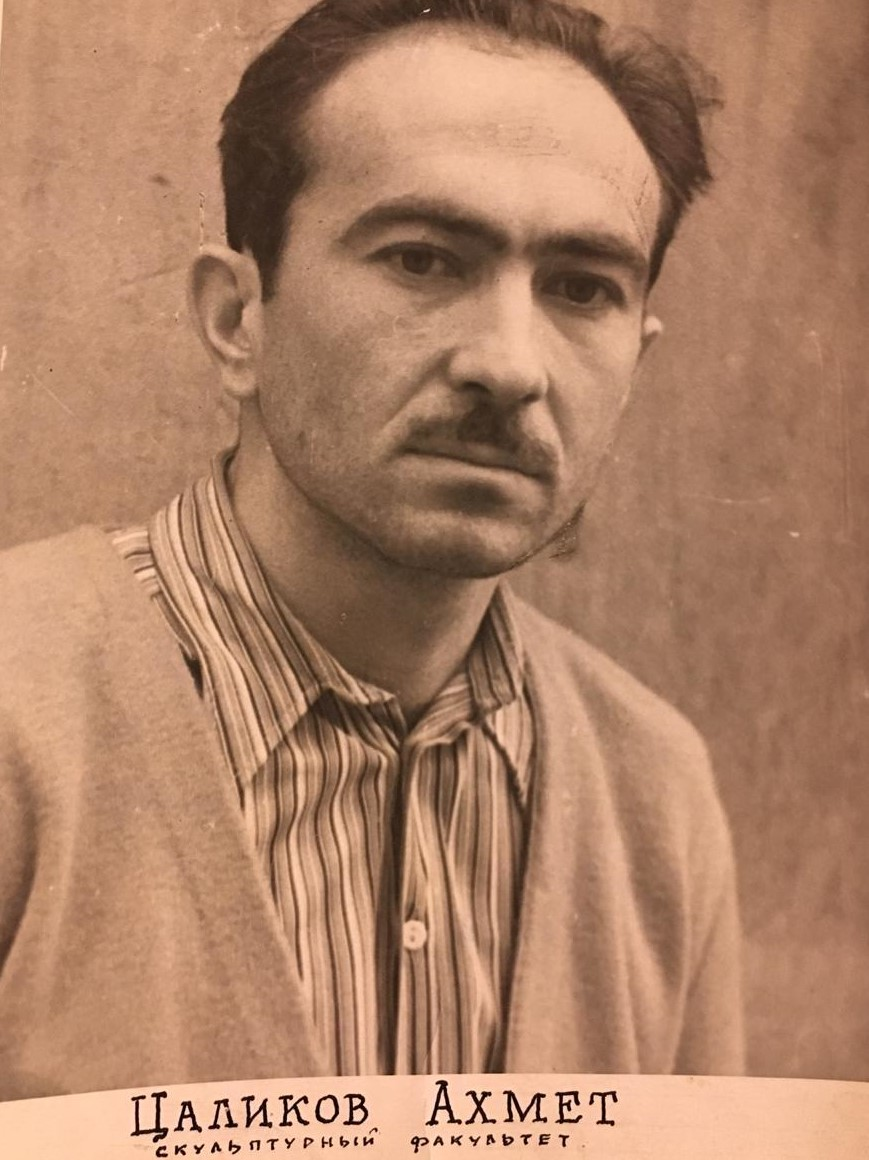
Ахмет Цаликов

- Алрой, Йоэль[англ.] (93) — израильский футболист и политический деятель, мэр Нетании (1983—1993)[107].
- Богомолов, Александр Дмитриевич (82) — советский и российский организатор производства, директор Курганского машиностроительного завода (1981—1990)[108].
- Валевска (43) — бразильская волейболистка, олимпийская чемпионка (2008); падение с высоты[109].
- Георгиева, Майя Владимирова[англ.] (68) — болгарская волейболистка, бронзовый призёр Олимпийских игр (1980)[110].
- Мишра, Ахил[англ.] (58) — индийский актёр[111].
- Тавров, Андрей Михайлович (75) — советский и российский поэт, прозаик, журналист[112].
- Танти, Гаэтано[англ.] (66) — мальтийский профсоюзный деятель, президент Профсоюза рабочих Мальты[англ.] (с 1998)[113].
- Цаликов, Ахмет Бацкоевич (94) — советский и азербайджанский скульптор, заслуженный художник Азербайджанской ССР[114].
- Шашек, Вацлав[чеш.] (89) — чешский кинодраматург и сценарист[115].
- Эрдал, Арлен[англ.] (92) — американский политик, член Палаты представителей (1979—1983)[116].

## 20 сентября

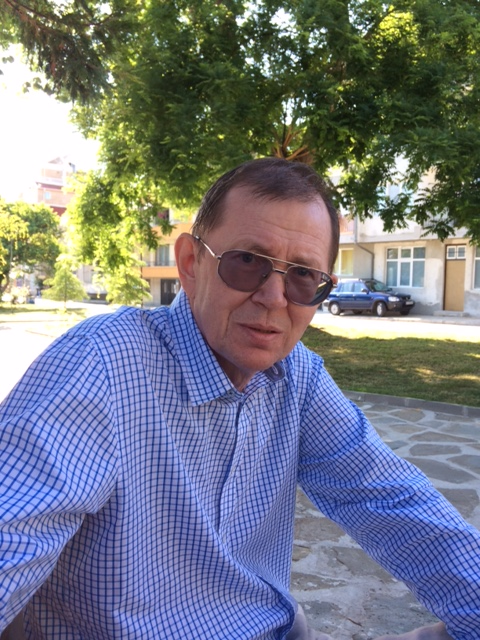
Владимир Козлов

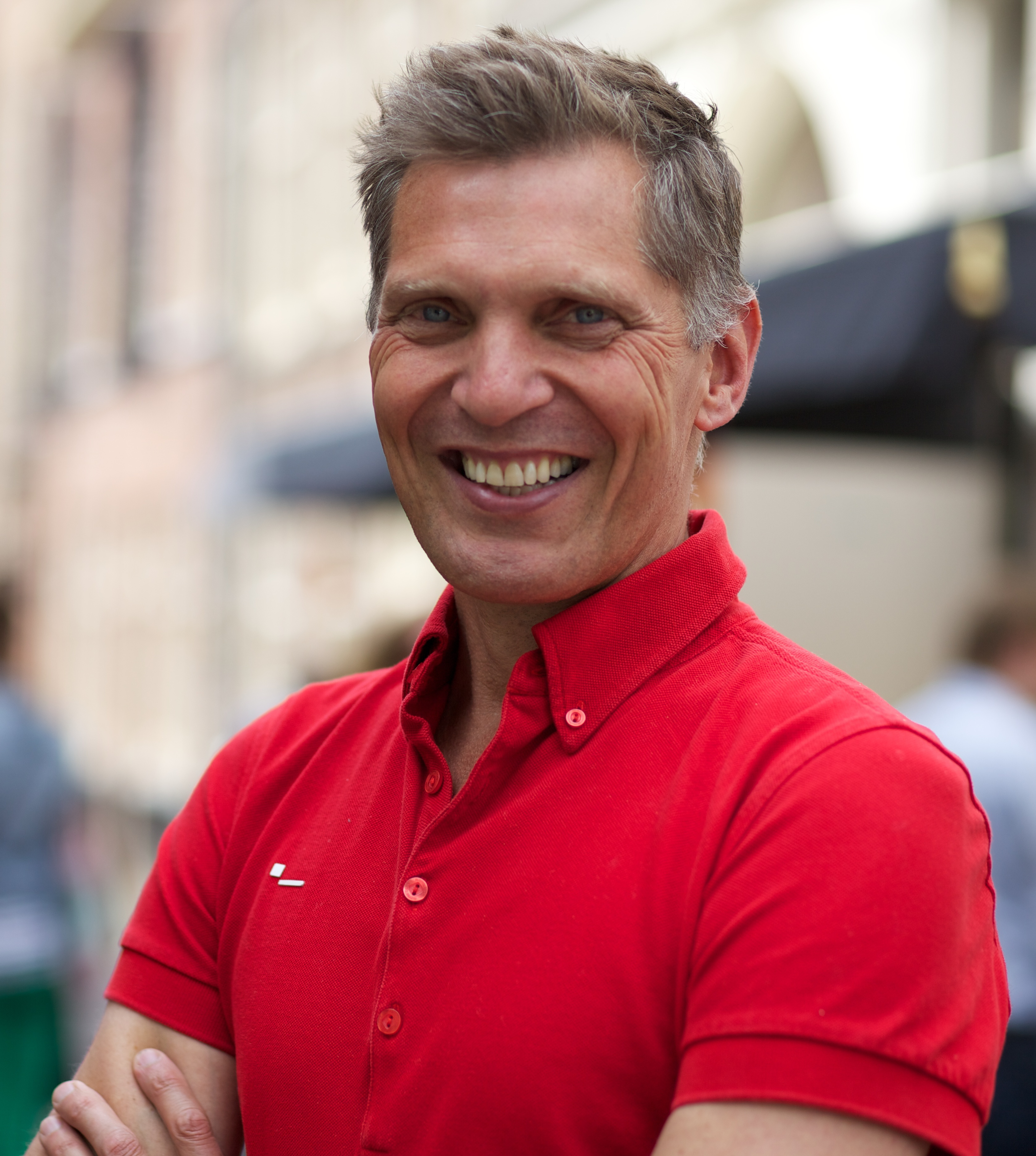
Эрвин Олаф

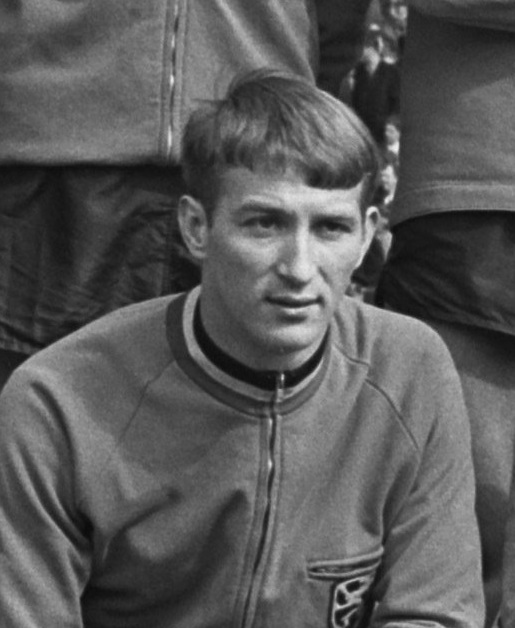
Одилон Поллеунис

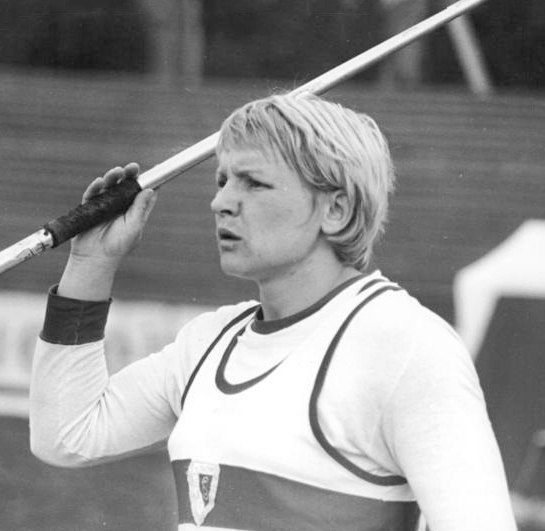
Рут Фукс

- Бартинов, Николай Иванович (76) — советский и российский военный деятель, начальник ПВО ВМФ России, контр-адмирал (1993)[117].
- Бергман, Яаков[англ.] (78) — израильский дирижёр[118].
- Диммер, Камиль[люкс.] (84) — люксембургский футболист[119].
- Зайцев, Александр Иванович (66) — советский и российский физикохимик, доктор физико-математических наук[120].
- Кларк, Дик[англ.] (95) — американский политический деятель, сенатор (1973—1979)[121].
- Козлов, Владимир Александрович (72) — советский и российский историк[122].
- Олаф, Эрвин (64) — нидерландский фотограф[123].
- Поллеунис, Одилон (80) — бельгийский футболист, бронзовый призёр чемпионата Европы (1972)[124].
- Селлерс, Филипп[англ.] (69) — американский баскетболист[125].
- Старухин, Борис Петрович (73) — советский футболист[126].
- Фукс, Рут (76) — восточногерманская метательница копья, олимпийская чемпионка (1972, 1976)[127].

## 19 сентября
- Бабу[англ.] (60) — индийский актёр[128].

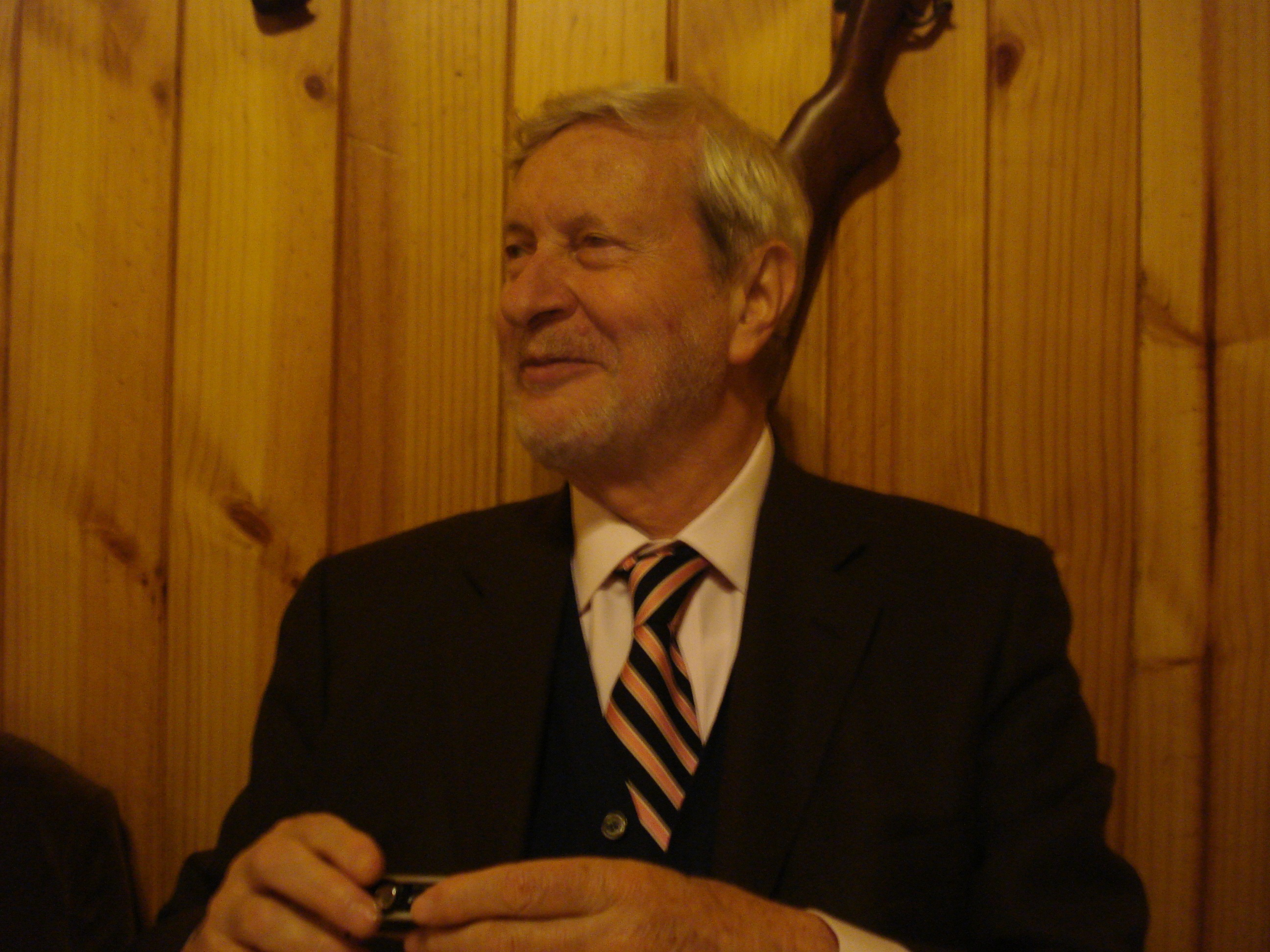
Джанни Ваттимо

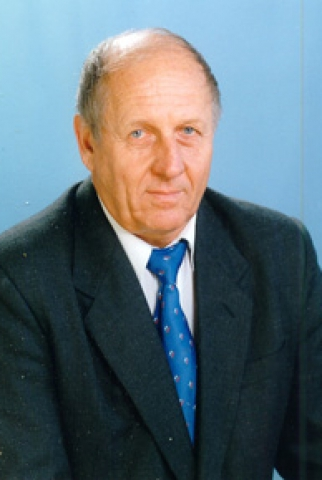
Виталий Дубко

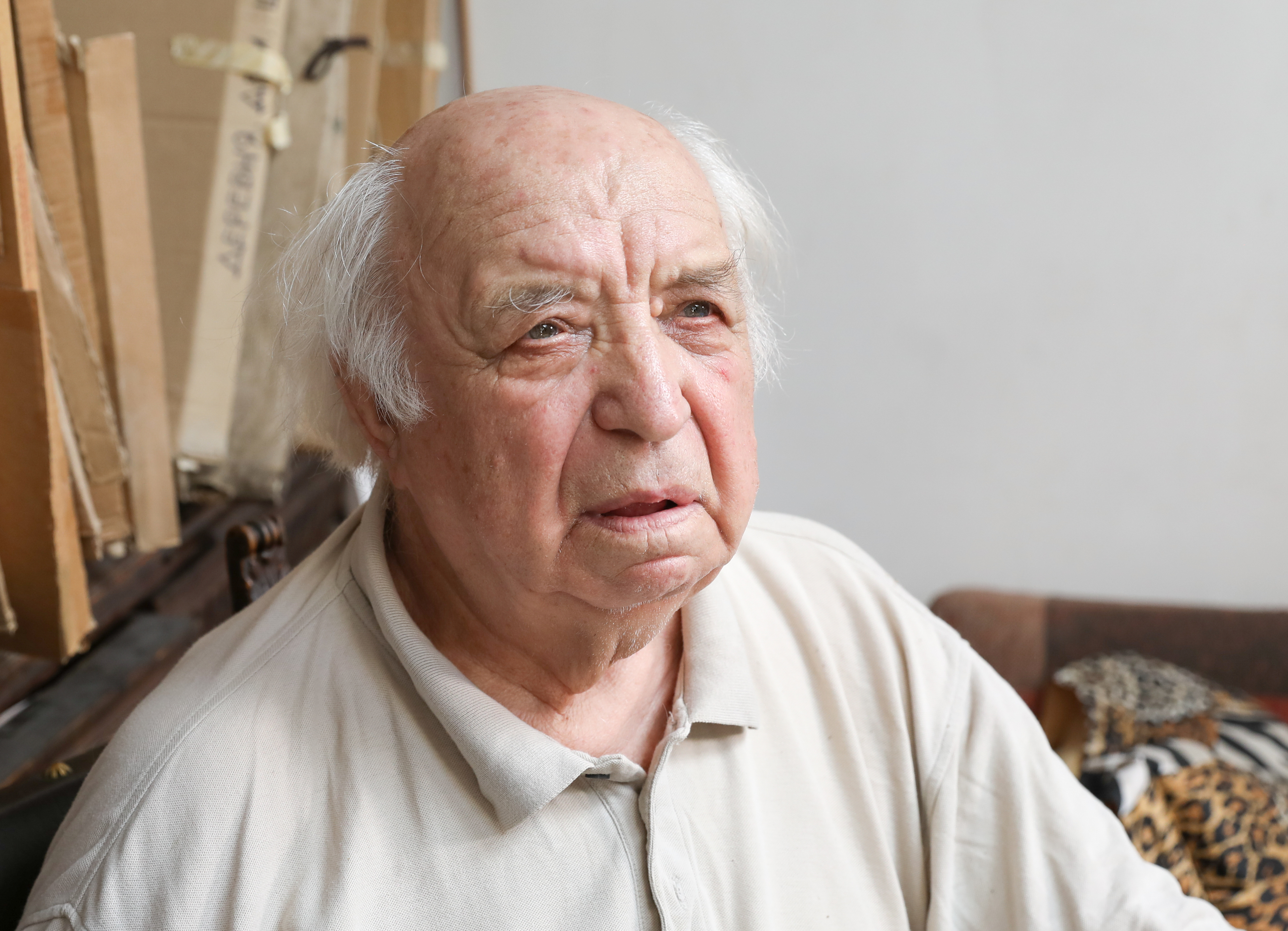
Герман Мазурин

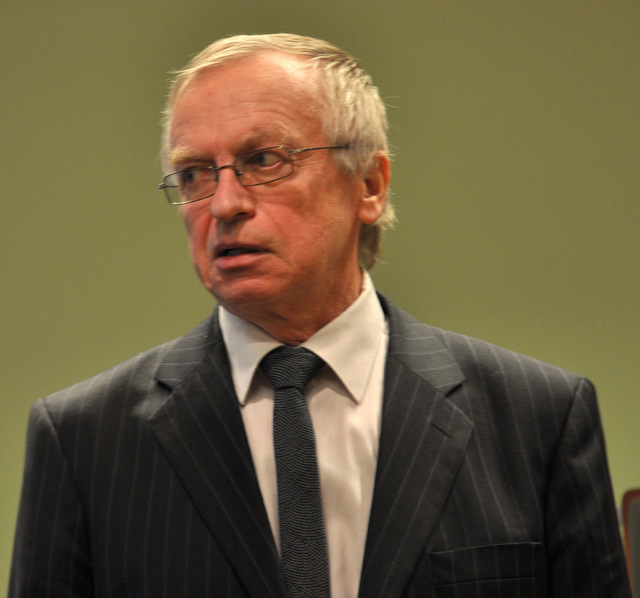
Эвалдас Некрашас

- Башкиров, Сергей Геннадьевич (64) — советский футболист и украинский футбольный тренер[129].
- Ваттимо, Джанни (87) — итальянский философ и политик, депутат Европейского парламента (1999—2004, 2009—2014)[130].
- Гартон, Пер[швед.] (80) — шведский политик, член Риксдага (1976—1979, 1988—1991, 1994—1995), депутат Европейского парламента (1995—2004)[131].
- Деда, Арилду[порт.] (83) — бразильский актёр и режиссёр[132].
- Депрейк, Лу[фр.] (77) — бельгийский певец, музыкант и продюсер[133].
- Дубко, Виталий Фёдорович (87) — советский и российский тренер по прыжкам на батуте, заслуженный тренер СССР (1980)[134].
- Зурдинов, Аширали Зурдинович (76) — киргизский фармаколог, академик НАН Кыргызстана (2021)[135].
- Йохансен, Эгиль (61) — норвежский футболист[136].
- Кудинов, Евгений Иванович (93) — советский передовик сельского хозяйства, Герой Социалистического Труда (1988)[137].
- Лойодиче, Северино (89) — итальянский футболист[138].
- Мазурин, Герман Алексеевич (91) — советский и российский художник-иллюстратор, заслуженный художник РСФСР (1988), почётный член РАХ (2018)[139].
- Некрашас, Эвалдас (78) — литовский философ и политолог, академик (2011—2020) и почётный член (с 2020) АН Литвы[140].
- Чемирмир, Билли (50) — американский серийный убийца; убийство[141].
- Янин, Алексей Николаевич (40) — российский актёр, артист Российского академического молодёжного театра (с 2004 года)[142].

## 18 сентября

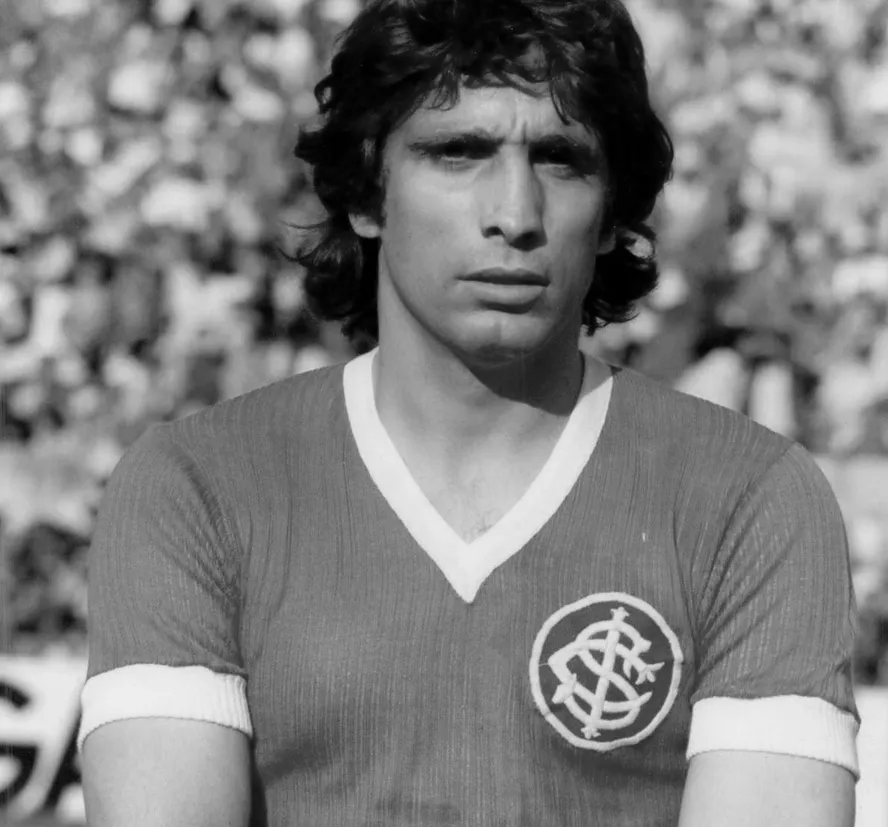
Мариньо Перес

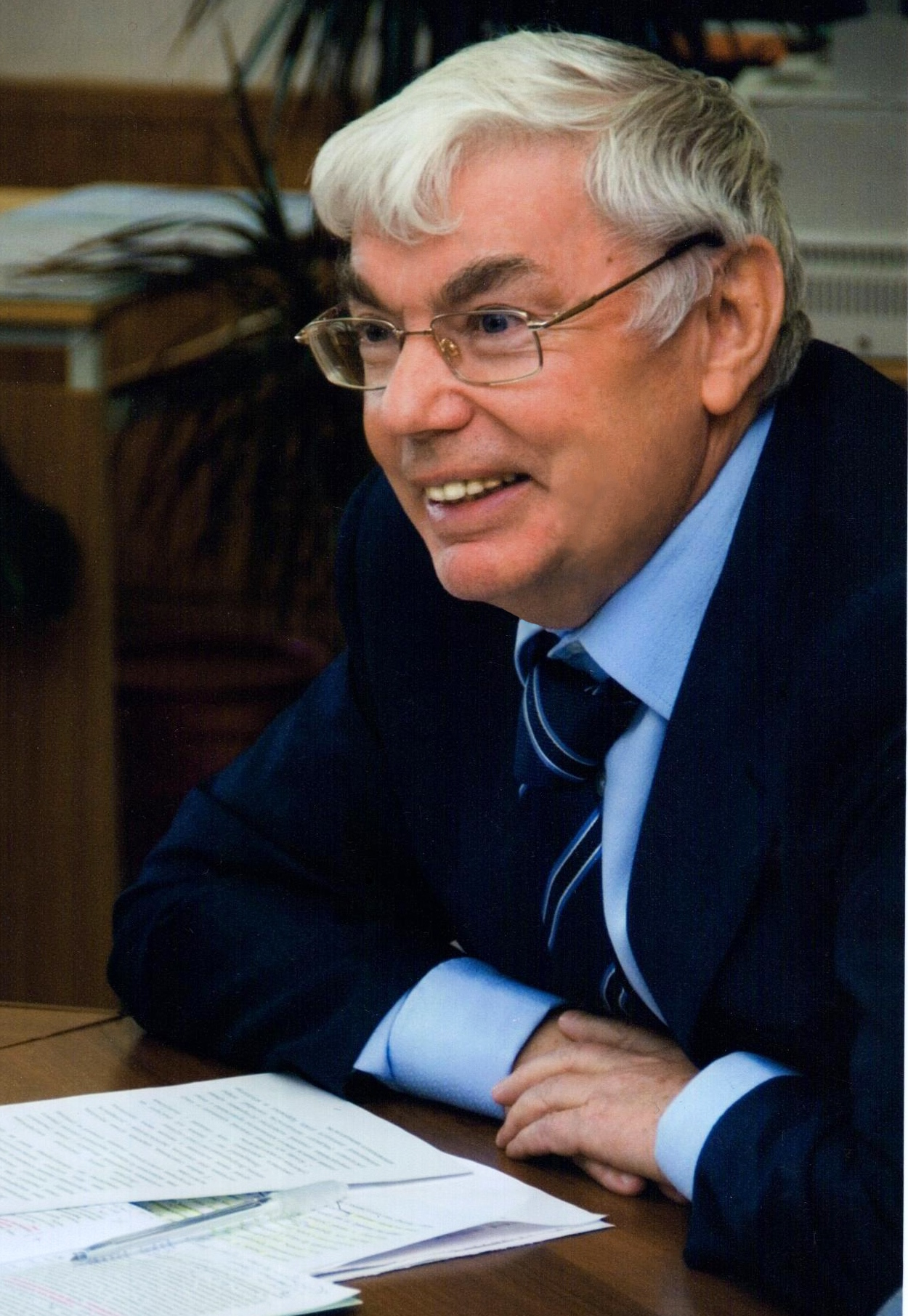
Валерий Чичканов

- Бажанов, Евгений Петрович (76) — советский и российский политолог, ректор Дипломатической академии МИД России (2011—2019)[143].
- Бён Хи Бон[кор.] (81) — южнокорейский актёр[144].
- Буша, Генри[англ.] (72) — американский хоккеист, серебряный призёр Олимпийских игр (1972)[145].
- Буяр, Кшиштоф[пол.] (61) — польский хоккеист, участник Олимпийских игр (1992)[146].
- Дергаусов, Юрий Александрович (80) — советский партийный деятель и дипломат, посол СССР/России в Суринаме (1989—1992)[147].
- Джонс, Бриртон (84) — американский политик, губернатор Кентукки (1991—1995)[148].
- Журлов, Павел Васильевич (89) — советский передовик производства, Герой Социалистического Труда (1977)[149].
- Матаити, Сэйдзи[яп.] (79) — японский политический деятель, депутат Палаты советников (2001―2019)[150].
- Наврат, Зденек[чеш.] (92) — чехословацкий хоккеист, участник Олимпийских игр (1956)[151].
- Патель, Тарачанд[англ.] (81) — индийский политик, депутат Лок сабхи (1999—2004)[152].
- Перес, Мариньо (76) — бразильский футболист и футбольный тренер[153].
- Ромеро, Кейт де[англ.] (86) ― первая леди Пуэрто-Рико[англ.] (1977—1985)[154].
- Фарина, Феличе[итал.] (69) ― итальянский режиссёр[155].
- Хименес, Гриманеса[исп.] (86) — чилийская актриса[156].
- Чичканов, Валерий Петрович (86) — советский и российский экономист и государственный деятель, член-корреспондент РАН (1991; член-корреспондент АН СССР с 1981)[157].

## 17 сентября

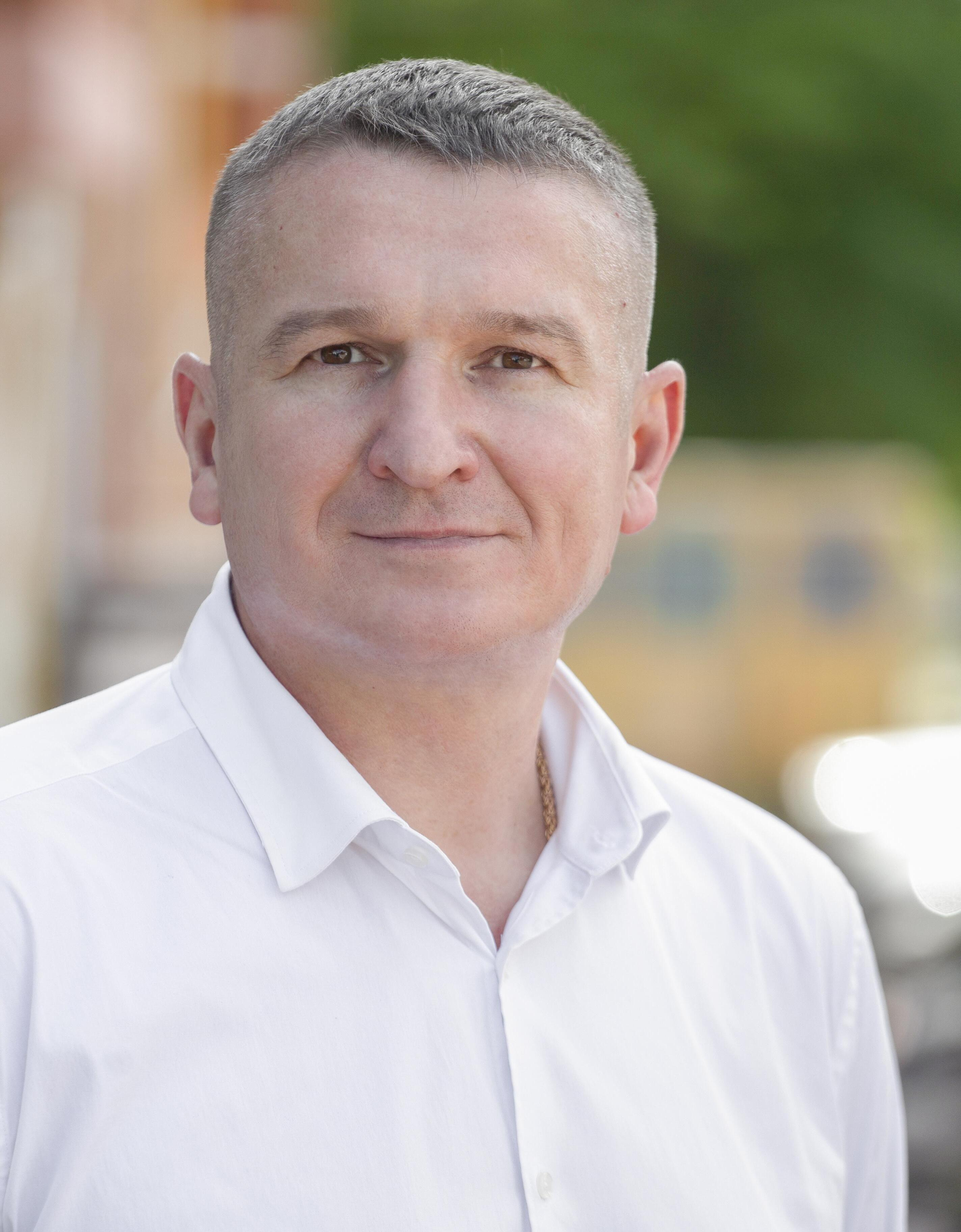
Геннадий Лагута

- Алася, Оя[тур.] (74) — турецкая актриса[158].
- Демидов, Геннадий Ильич (86) — советский и российский врач и политический деятель, народный депутат СССР (1989—1991)[159].
- Дукаревич, Александр Григорьевич (68) — советский и российский музыкант, заслуженный артист Российской Федерации (2015)[160].
- Едлиньский, Рышард Гжегож[пол.] (70) — польский гандболист, бронзовый призёр чемпионата мира (1982)[161].
- Каримов, Наим Фатихович (90) — советский и узбекский литературовед, действительный член АН Узбекистана (2017)[162].
- Лагута, Геннадий Николаевич (49) — украинский государственный деятель, председатель Херсонской областной военной администрации (2021—2022); самоубийство[163].
- Маккиннон, Ронни (83) — шотландский футболист[164].
- Таюрский, Анатолий Иванович (83) — советский и российский экономист, академик РАО (2000)[165].
- Хван, Александр Фёдорович (65) — российский кинорежиссёр, сценарист и актёр[166].
- Чемберс, Джой[англ.] (76) — австралийская актриса и писательница[167].

## 16 сентября

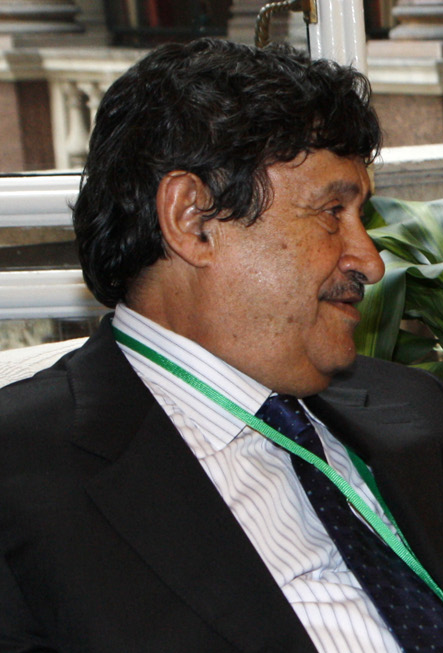
Абдул Ати аль-Обейди

Николай Добронравов

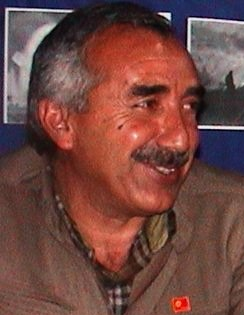
Мурат Карайылан

- Абдул Ати аль-Обейди (83) — ливийский государственный деятель, генеральный секретарь Всеобщего народного конгресса Ливии (1979—1981)[168].
- Безруков, Владислав Викторович (83) — советский и украинский физиолог, директор Института геронтологии НАМН Украины (с 1988), академик НАМНУ (2011)[169].
- Добронравов, Николай Николаевич (94) — советский и российский поэт-песенник, лауреат Государственной премии СССР[170].
- Карайылан, Мурат (69) — турецкий политик, руководитель Рабочей партии Курдистана (с 1999)[171].
- Мехта, Гита (80) — индийская и американская журналистка и писательница, режиссёр документальных фильмов[172].
- Ове, Хорас[англ.] (92) — британский сценарист и режиссёр[173].
- Оманакуттан[англ.] (80) — индийский писатель и деятель культуры[174].
- Фукс, Виктор (99) — американский экономист, член Американской академии искусств и наук (1982)[175].
- Эрнандес Гомес, Тулио[исп.] (85) — мексиканский политический деятель, член Палаты депутатов (1964—1967, 1997—2000), губернатор штата Тласкала (1981—1987)[176].
- Юриссон, Хельви (94) — эстонская поэтесса и переводчик[177].

## 15 сентября

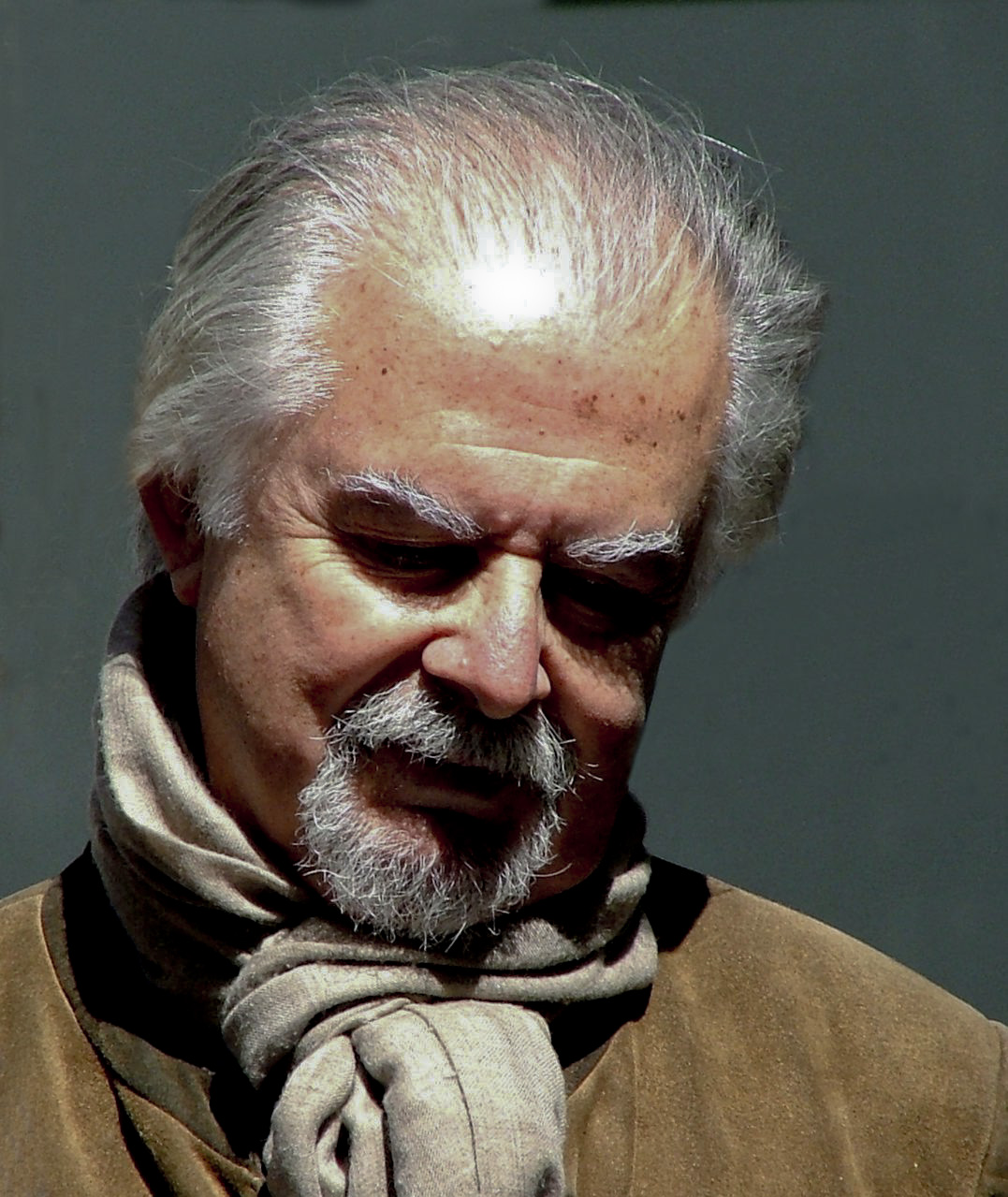
Фернандо Ботеро

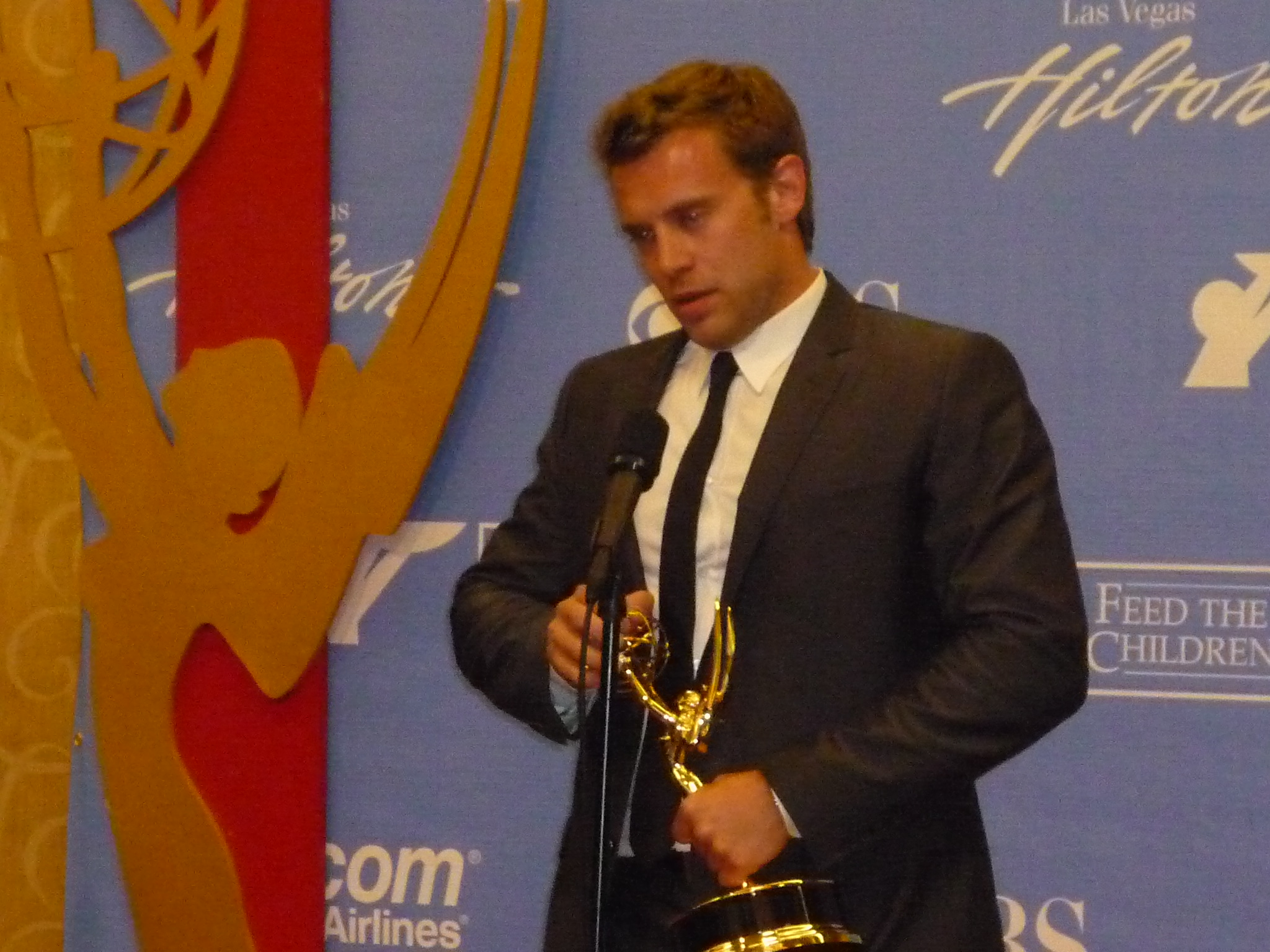
Билли Миллер

- Бабаян, Семён Амаякович (91) — советский и армянский государственный и политический деятель, председатель Нагорно-Карабахского облисполкома (1988—1991)[178].
- Баранчук, Нелли Евгеньевна (93) — советский и российский живописец, заслуженный художник РСФСР (1984)[179].
- Ботеро, Фернандо (91) — колумбийский художник и скульптор, почётный зарубежный член РАХ (2007)[180].
- Галахов, Олег Борисович (78) — советский и российский композитор, заслуженный деятель искусств РСФСР (1986)[181].
- Гришечкин, Вячеслав Германович (61) — советский и российский актёр, заслуженный артист Российской Федерации (1994)[182].
- Дмитриев, Алексей Александрович (85) — советский и российский хозяйственный и политический деятель, народный депутат СССР (1989—1991)[183].
- Доушова, Гана[чеш.] (74) — чехословацкая баскетболистка, многократный призёр чемпионатов мира и Европы, участница Олимпийских игр (1976)[184].
- Кеслер, Ярослав Аркадьевич (77) — российский химик, поэт и музыкант[185].
- Ким Ир Чхоль[англ.] (90) — северокорейский военачальник, министр обороны (1997—2009) (о смерти объявлено в этот день)[186].
- Кормье, Клод[англ.] (63) — канадский ландшафтный архитектор[187].
- Миллер, Билли (43) — американский актёр[188].
- Мильяччи, Франко (92) — итальянский поэт-песенник и актёр[189].
- Саргын, Бурхан (94) — турецкий футболист[190].
- Хусид, Михаил Александрович (76) — советский, российский и американский режиссёр, драматург[191].
- Шишлянников, Александр Владимирович (72) — таджикский военачальник, министр обороны (1993—1995), генерал-майор[192].
- Шоу, Ванесса[исп.] (77) — аргентинская актриса, певица и художник по костюмам[193].

## 14 сентября

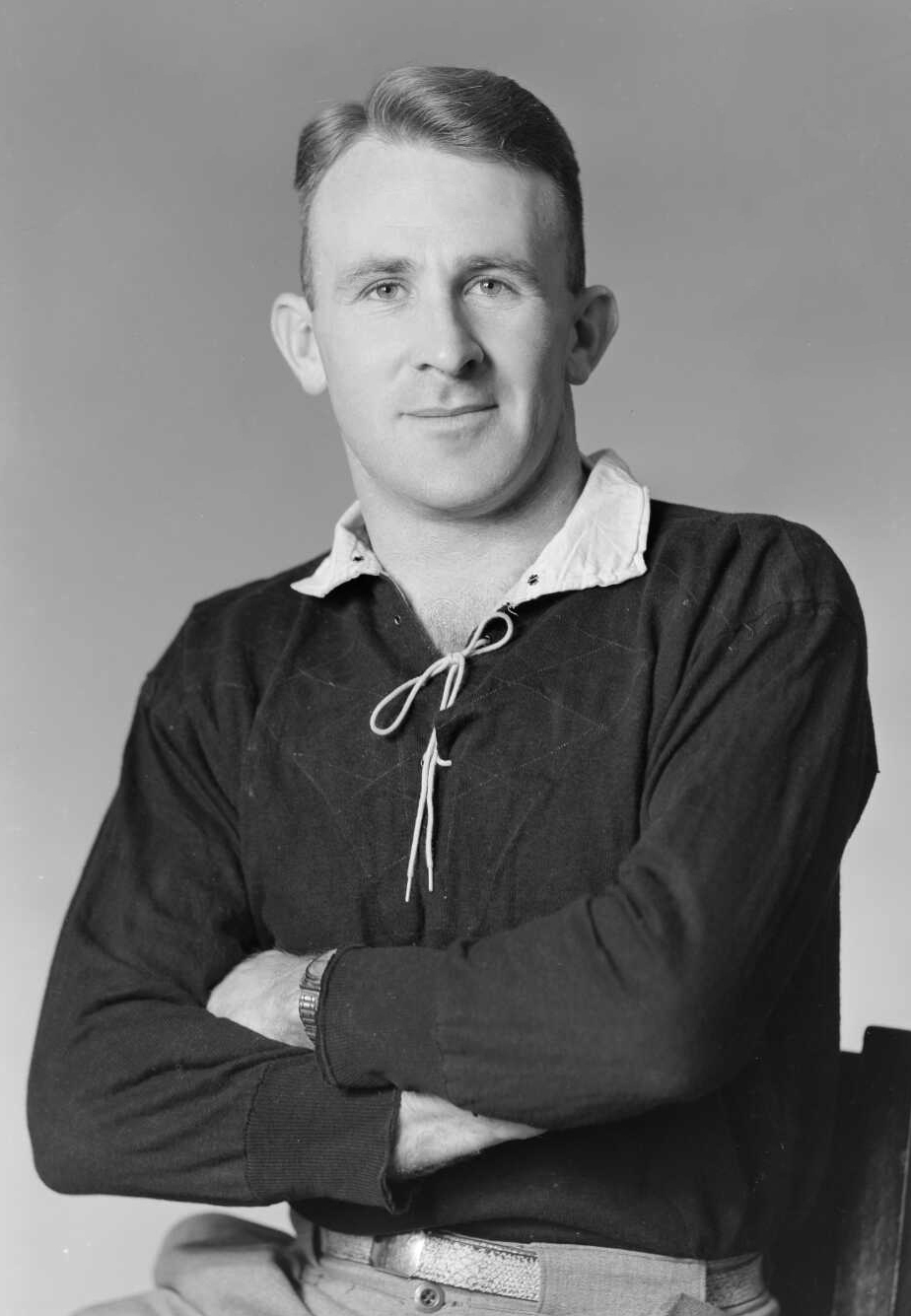
Рой Ропер

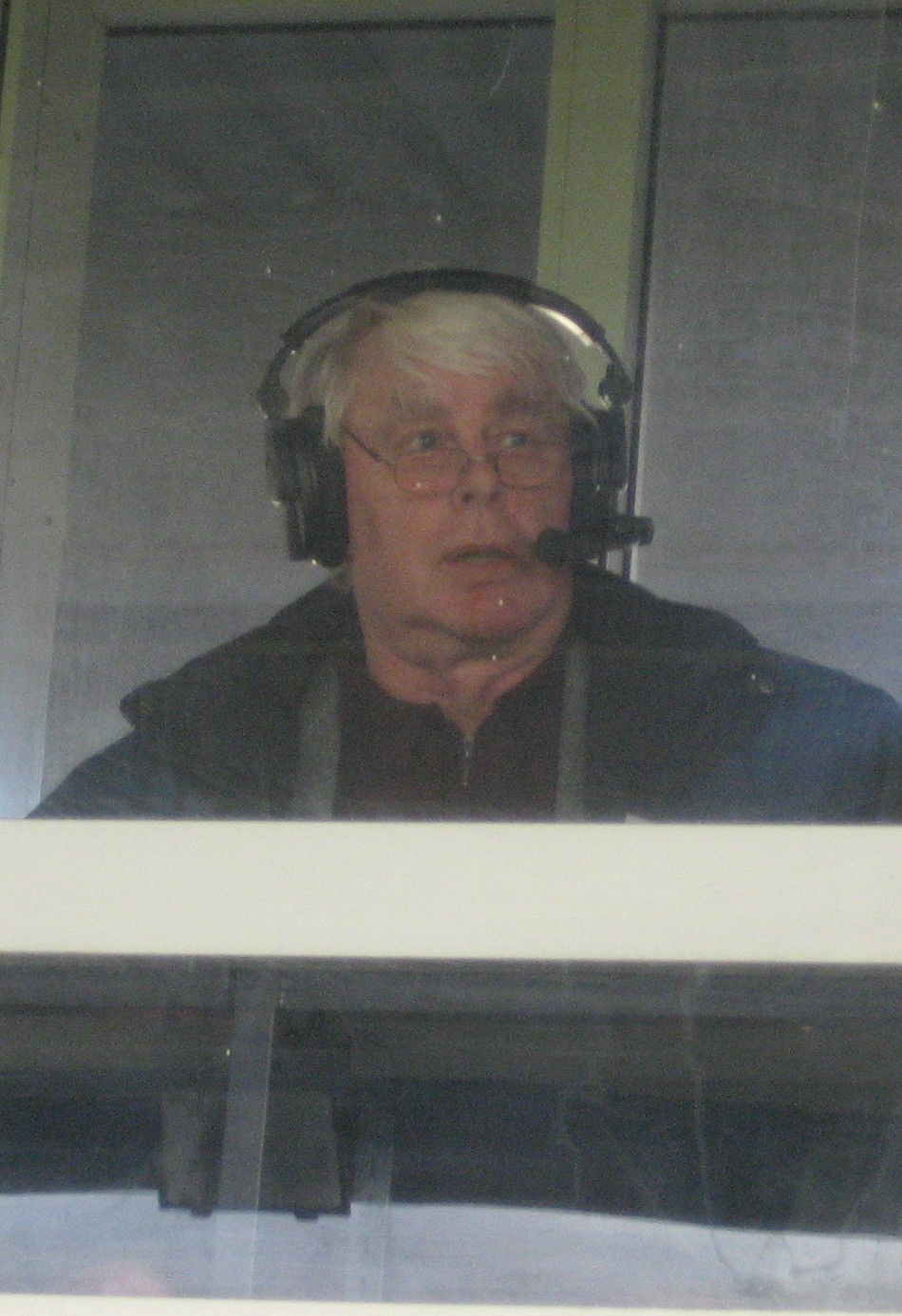
Бьярни Феликссон

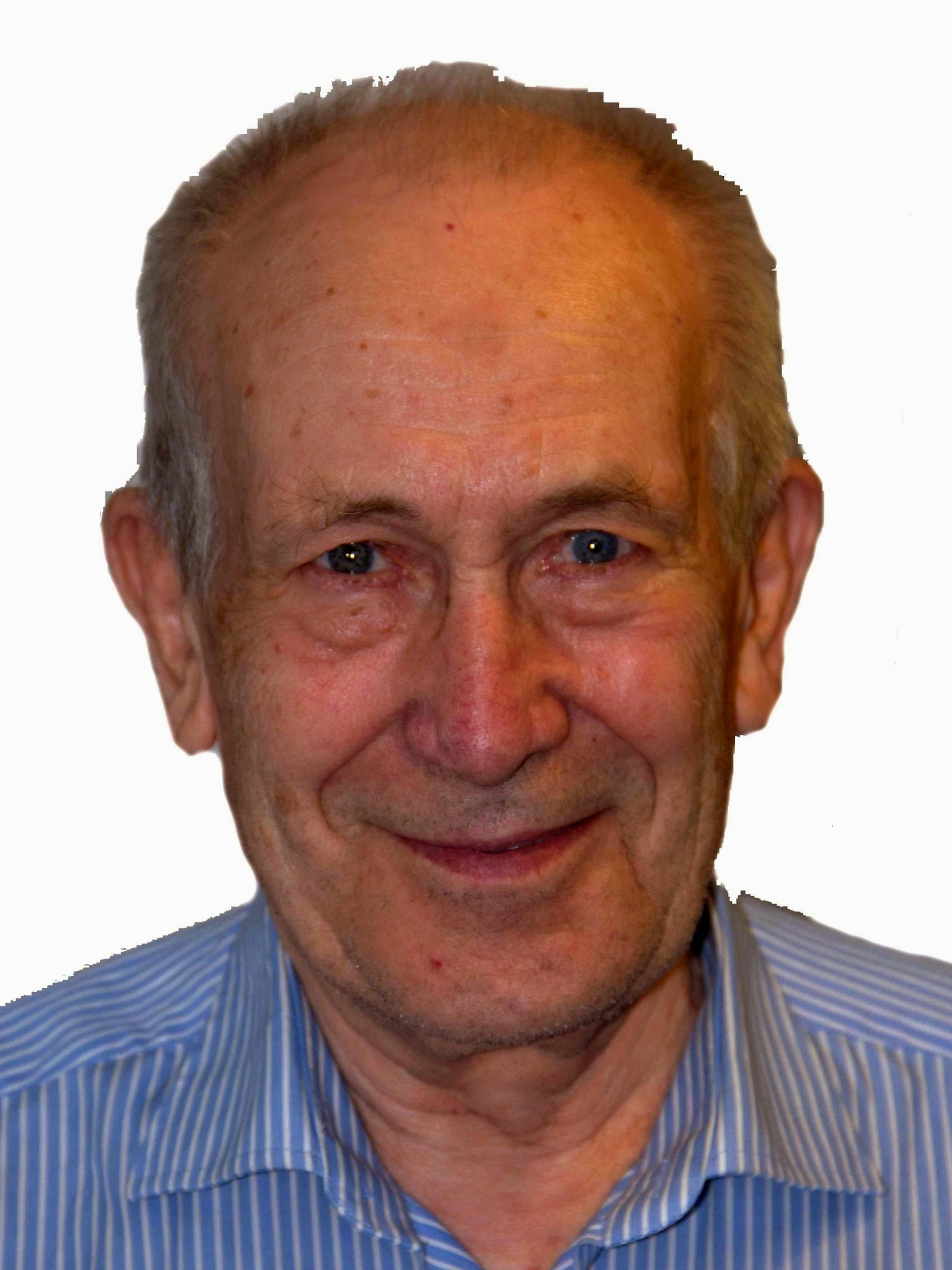
Юрий Шкарин

- Агботон, Марсель Оноре Леон[фр.] (82) — бенинский католический прелат, епископ Канди (1994—2000) и Порто-Ново (2000—2005), архиепископ Котону (2005—2010)[194].
- Де Симоне, Карло (90) — итальянский лингвист-этрусколог[195].
- Денисов, Владимир Наумович[укр.] (85) — украинский правовед, член-корреспондент НАПрН Украины (1996)[196].
- Джустолизи, Лука[итал.] (53) — итальянский ватерполист, бронзовый призёр Олимпийских игр (1996)[197].
- Иншаков, Иван Викторович (75) — советский и российский музыкант, профессор ВГИИ, заслуженный деятель искусств Российской Федерации (2002)[198].
- Макграт, Майкл[англ.] (65) — американский актёр[199].
- Поп, Иван Иванович (85) — советский и карпато-русский историк-славист, публицист[200].
- Ропер, Рой (100) — новозеландский регбист[201].
- Сулейманова, Флёра Зиятдиновна (84) — советская и российская певица, народная артистка Республики Татарстан (2006)[202].
- Фэрклот, Лок (95) — американский политический деятель, сенатор США от Северной Каролины (1993—1999)[203].
- Феликссон, Бьярни (86) — исландский футболист и спортивный комментатор, игрок национальной сборной[204].
- Хартер, Кэрол[англ.] (82) — американский деятель образования, президент Невадского университета в Лас-Вегасе (1995—2006)[205].
- Шкарин, Юрий Павлович (93) — советский и российский учёный в области электроэнергетики (о смерти объявлено в этот день)[206].

## 13 сентября

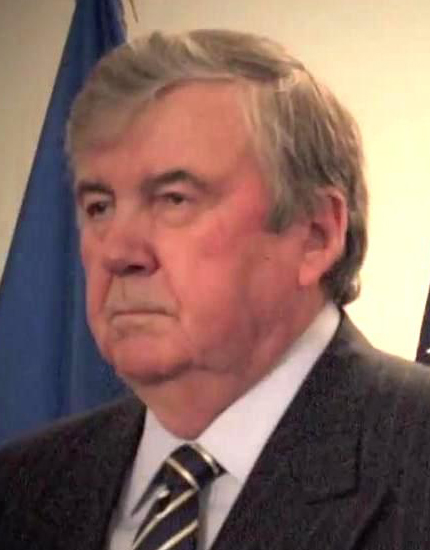
Мирча Снегур

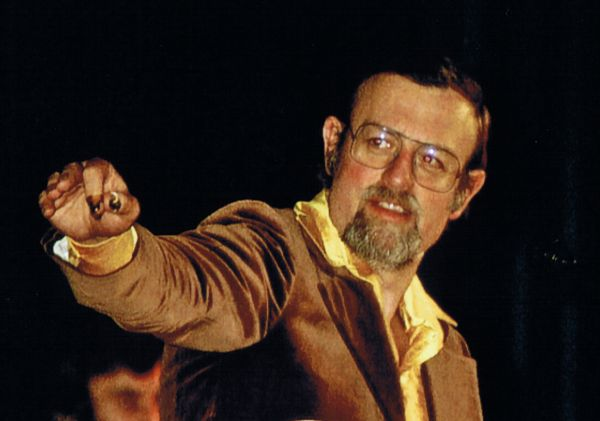
Роджер Уитакер

- Вечорек, Ян[пол.] (88) — польский католический прелат, епископ Гливицкий (1992—2011)[207].
- Голутвин, Игорь Анатольевич (89) — советский и российский физик, заслуженный деятель науки Российской Федерации (2003)[208].
- Кон, Джозеф Джон[англ.] (91) — американский математик, член Национальной академии наук США (1988)[209].
- Кузьменко, Александр Фёдорович[укр.] (75) — советский и украинский актёр, народный артист Украины (2016)[210].
- Ли Сан Хи[кор.] (85) — южнокорейский политик, депутат Национального собрания (1981—1988, 1996—2004), министр науки и технологий (1988—1990)[211].
- Огурцов, Игорь Вячеславович (86) — русский христианский мыслитель и советский политзаключённый, основатель и руководитель ВСХСОН[212].
- Равкина, Прасковья Ивановна (100) — советский и российский передовик сельского хозяйства, Герой Социалистического Труда (1949)[213].
- Снегур, Мирча Иванович (82) — советский и молдавский государственный деятель, президент Молдавии (1990—1997)[214]
- Сориано, Хосе «Пепе»[исп.] (93) — аргентинский актёр[215].
- Уиттакер, Роджер (87) — британский певец и автор песен[216].

## 12 сентября

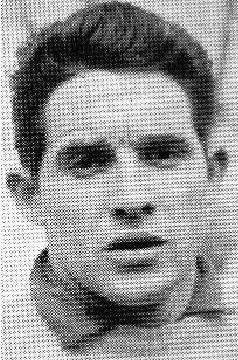
Доминик Колонна

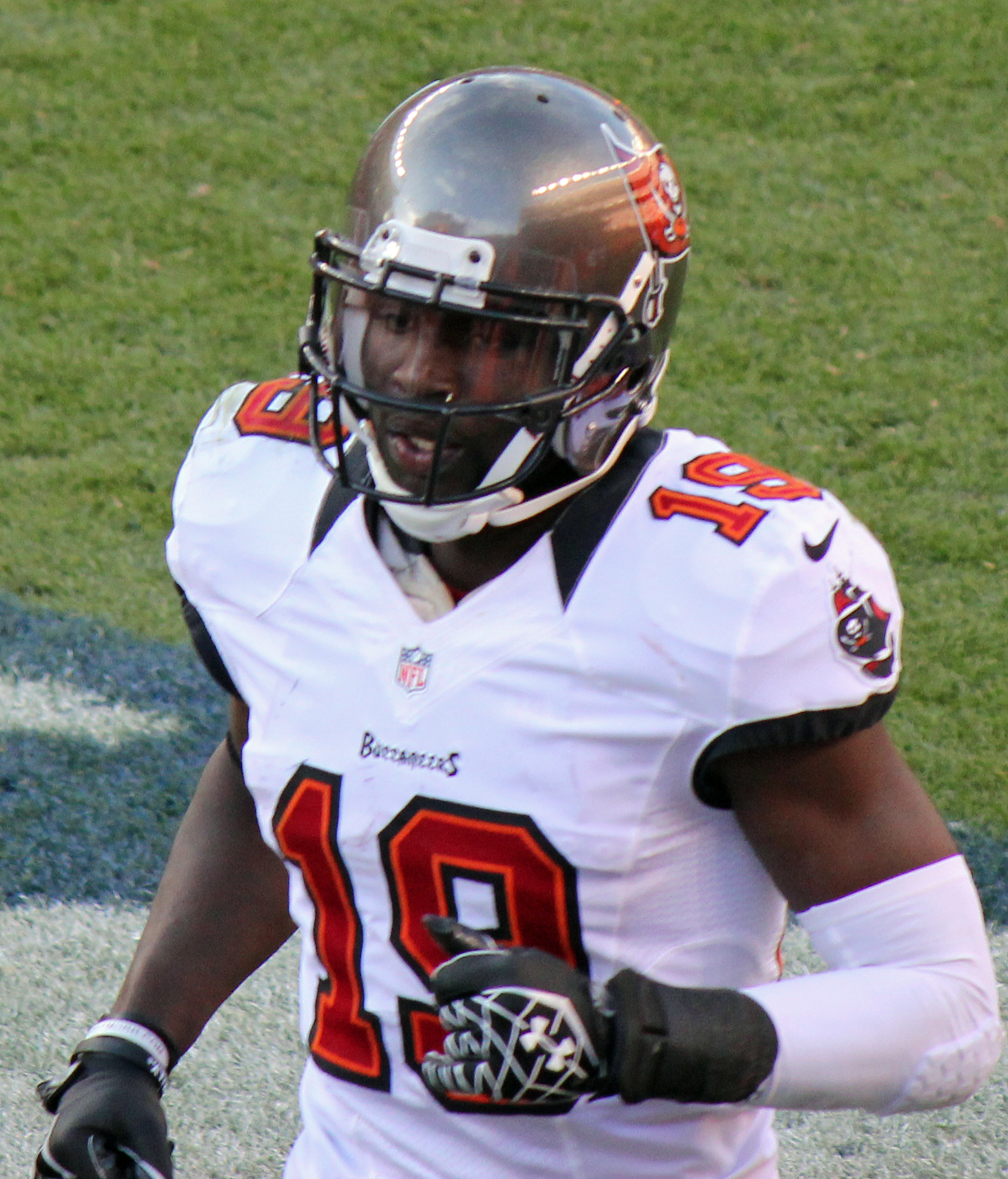
Майк Уильямс

- Ахмад, Рана Макбул[англ.] — пакистанский политик, сенатор (с 2018)[217].
- Гаретовский, Николай Викторович (97) — советский экономист и государственный деятель, председатель правления Госбанка СССР (1987—1989)[218].
- Дароци, Золтан (85) — венгерский математик, действительный член Венгерской академии наук (1990)[219].
- Кариман[араб. егип.] (86) — египетская актриса[220].
- Квак Сун Ок[кор.] (91) — южнокорейская певица[221].
- Кеннетт, Гордон[англ.] (70) — английский спидвеист, чемпион мира среди пар (1978)[222].
- Колонна, Доминик (95) — французский футболист и футбольный тренер, игрок национальной сборной, бронзовый призёр чемпионата мира (1958)[223].
- Куташ, Ласло[венг.] (87) — венгерский скульптор, лауреат премии Кошута (2023)[224].
- Митев, Петр-Эмил Иванов[болг.] (87) — болгарский социолог и политик, депутат Великого народного собрания (1990—1991)[225].
- Раафлауб, Курт (82) — швейцарский историк античности[226].
- Субашандра Немванг[непальск.] (70) — непальский политик, председатель Конституционной ассамблеи (2008—2015)[227].
- Уильямс, Майк (36) — американский футболист[228].
- Хантер, Брэндон[англ.] (42) — американский баскетболист[229].
- Шальбо, Роман[исп.] (91) — венесуэльский кинорежиссёр, сценарист и драматург[230].
- Свищ, Александр Александрович (30) — украинский военнослужащий, солдат, участник российско-украинской войны, Герой Украины (2024, посмертно); погиб в бою.

## 11 сентября

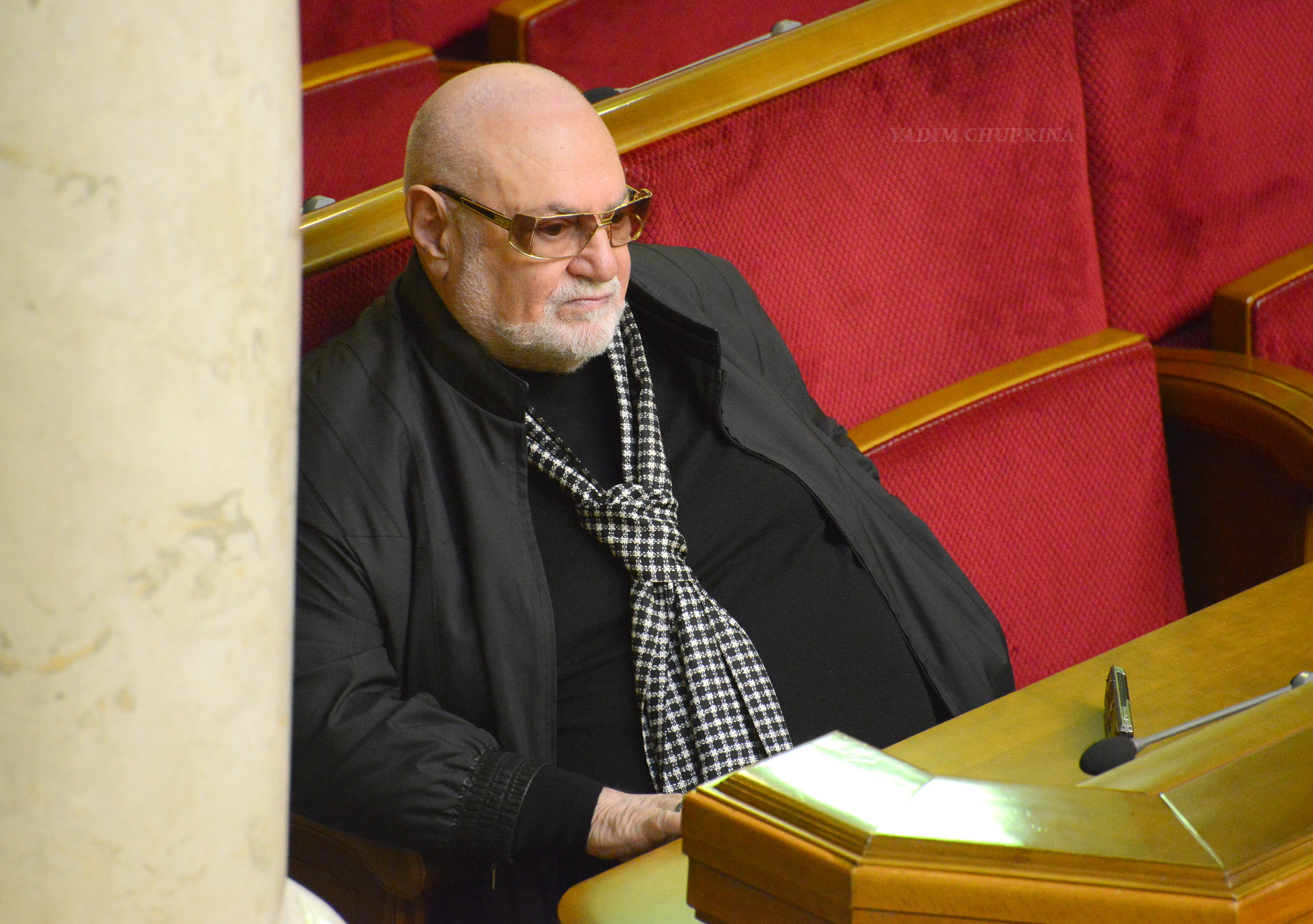
Ян Табачник

- Граухер, Деди[ивр.] (62) — израильский певец[231].
- Кастро, Бенито[исп.] (77) — мексиканский актёр-комик и певец[232].
- Ли Сан Хун[кор.] (90) — южнокорейский политик, министр национальной обороны (1988—1990)[233].
- Пальма, Ана Мария[исп.] (79) — чилийская актриса, менеджер по культуре и театральный продюсер[234].
- Прженосилова, Ивонна[чеш.] (76) — чешская певица[235].
- Соколов, Сергей Александрович (68) — советский и российский военный хормейстер, главный хормейстер Академического ансамбля песни и пляски Российской армии имени А. В. Александрова (с 2018 года), народный артист Российской Федерации (2018)[236].
- Табачник, Ян Петрович (78) — советский и украинский эстрадный аккордеонист-виртуоз, народный артист Украины (1994), народный депутат Украины (2006—2014)[237].
- Терехов, Владислав Петрович (89) — советский и российский дипломат, посол в ФРГ (1990—1997)[238].
- Тульвинг, Эндель (96) — канадский когнитивный психолог, член Королевского общества Канады (1979) и Лондонского королевского общества (1992)[239].
- Уильямс, Акинтола[англ.] (104) — нигерийский бухгалтер, сооснователь Нигерийской фондовой биржи[240].
- Фахиди, Эва[венг.] (97) — венгерская писательница, пережившая Холокост[241].

## 10 сентября

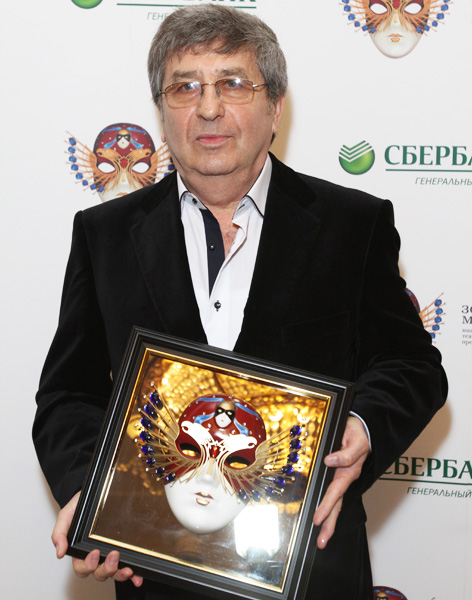
Евгений Бражник

- Бражник, Евгений Владимирович (78) — советский и российский дирижёр, народный артист Российской Федерации (2000)[242].
- Карленко, Василий Павлович (72) — советский и украинский биатлонист[243].
- Карраско, Эрнан (100) — чилийский футбольный тренер[244].
- Лаанигри, Хамиду[араб.] (84) — марокканский политический и военный деятель, начальник Генерального управления национальной безопасности страны (2003—2006)[245].
- Ладенис, Нико (89) — английский ресторатор и шеф-повар[246].
- Пленк, Ханс (85) — западногерманский саночник, бронзовый призёр Олимпийских игр (1964), чемпион мира (1965)[247].
- Скуратова, Мария Морицевна (90) — советская и российская актриса, заслуженная артистка Российской Федерации (2010), дочь М. М. Шлуглейта[248].
- Уилмут, Иэн (79) — британский эмбриолог, член Лондонского королевского общества (2002)[249].
- Чоудхури Хуршид Алам[англ.] (83) — бангладешский политик, депутат Парламента (1986—1990)[250].

## 9 сентября

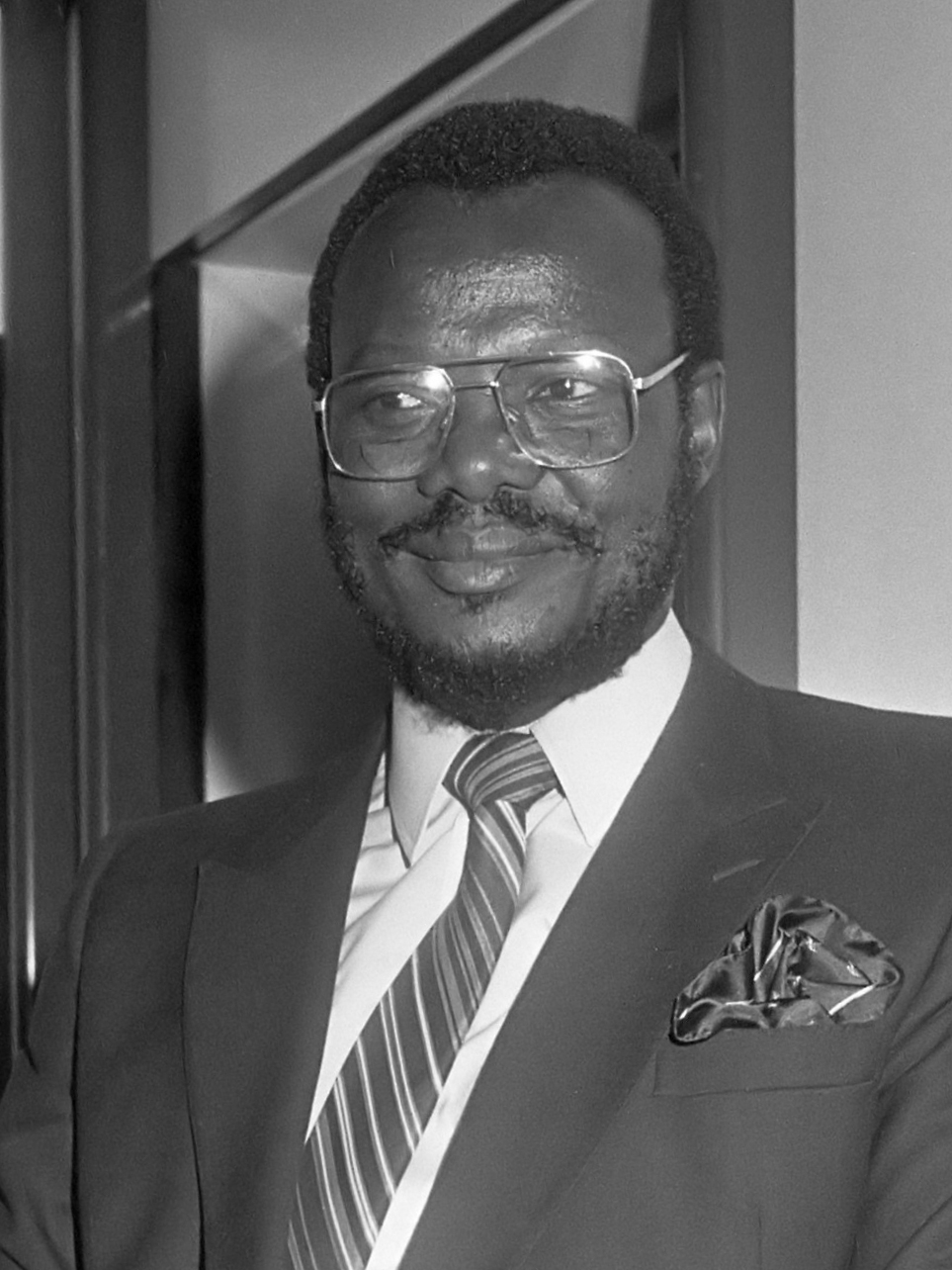
Мангосуту Бутелези

- Бутелези, Мангосуту (95) — южноафриканский политик, министр внутренних дел (1994—2004), депутат Национальной ассамблеи (с 1994)[251].
- Де Мази, Доменико[итал.] (85) — итальянский социолог[252].
- Ивашин, Владимир Яковлевич (79) — советский хоккеист с мячом[253].
- Камара, Амара — гвинейский дипломат[254].
- Каракозов, Георгий Константинович (97) — советский и российский промышленник, лауреат Государственной премии СССР[255].
- Каролини, Рубен Дарио (79) — аргентинский палеонтолог[256].
- Куссик, Цезары[пол.] (87) — польский актёр[257].
- Ожел, Ежи[пол.] (70) — польский предприниматель и политик, депутат Сейма (1989—1991), воевода Тарнувский (1991—1994)[258].
- Симеони, Макс[фр.] (94) — французский врач и политик, депутат Европейского парламента (1989—1994)[259].
- Троппа, Райнер[нем.] (65) — восточногерманский футболист, игрок национальной сборной (о смерти объявлено в этот день)[260].
- Шейко, Николай Михайлович (85) — советский и российский режиссёр театра и кино, заслуженный деятель искусств Российской Федерации (1999)[261].
- Шливка, Гюнтер[нем.] (67) — восточногерманский тяжелоатлет, участник летних Олимпийских игр (1980) (о смерти объявлено в этот день)[262].

## 8 сентября

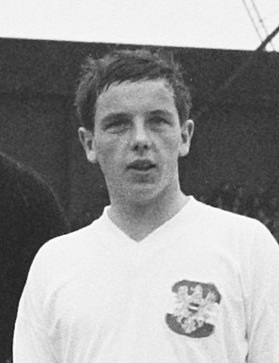
Леопольд Граузам

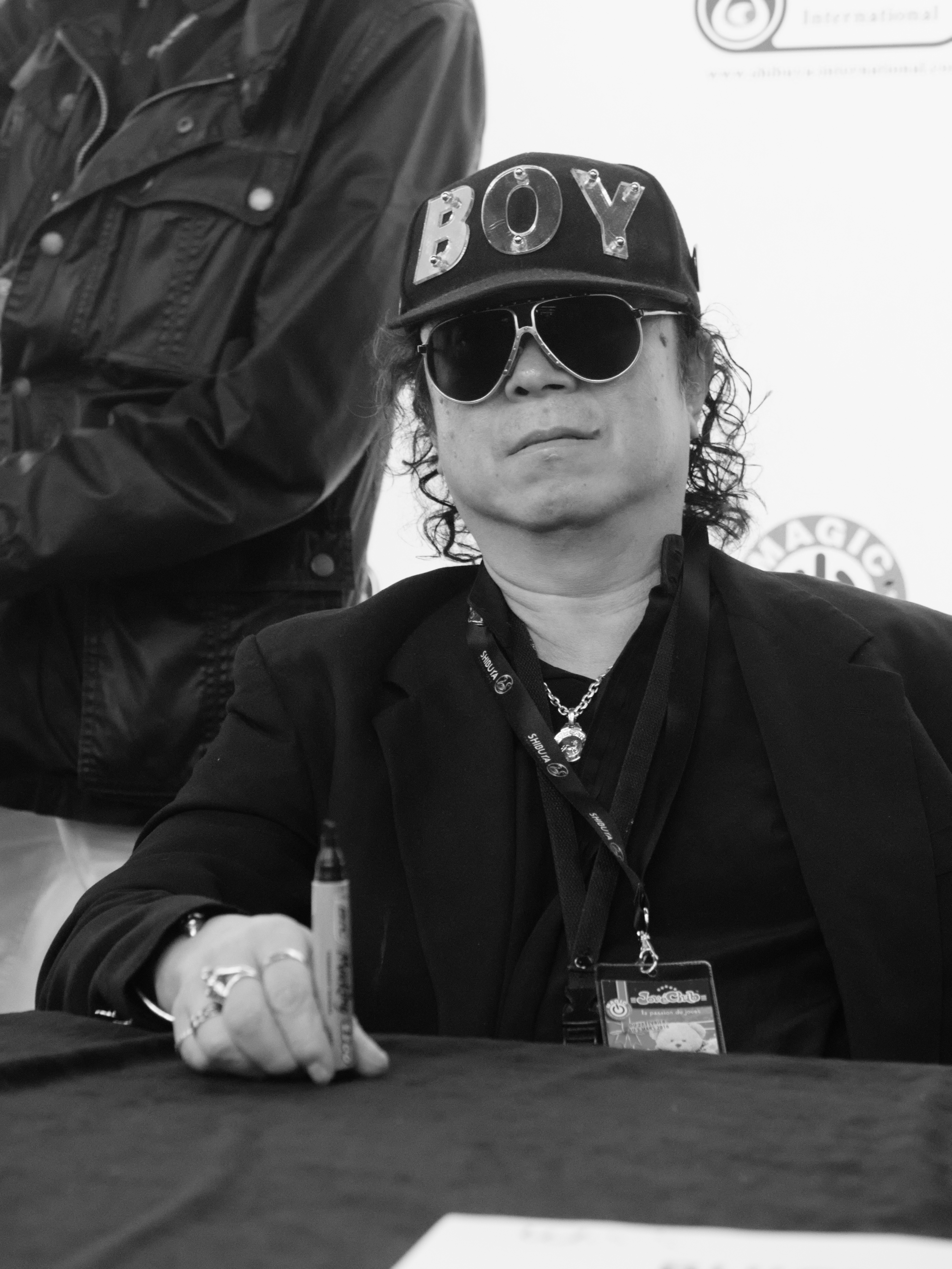
Буити Тэрасава

- Абдуллаев, Ондасын Абдуллаевич (74) — казахстанский музыкальный педагог, заслуженный деятель Казахстана (1996)[263].
- Бежен, Моник (87) — канадский политик, депутат Палаты общин (1972—1984), министр национальных доходов (1975—1976, министр здравоохранения и социального обеспечения (1980—1984)[264].
- Берте, Дидье[фр.] (61) — французский католический прелат, епископ Сен-Дье (с 2016)[265].
- Граузам, Леопольд (80) — австрийский футболист, игрок национальной сборной[266].
- Дромиски, Стен[англ.] (92) — канадский политик, депутат Палаты общин (1993—2004)[267].
- Дубровина, Мария Андреевна (99) — советский и российский врач, Герой Социалистического Труда (1969)[268].
- Жульяр, Жак[фр.] (90) — французский историк и эссеист[269].
- Маримуту Г.[англ.] (56) — индийский актёр и кинорежиссёр[270].
- Наджихах, Тунку Ампуан[англ.] (100) — королева-консорт Негери-Сембилана (1967—2008)[271].
- Новакович, Миодраг[серб.] (83) — сербский кинорежиссёр[272].
- Нунес, Долорес[порт.] (82) — бразильский политик, член Палаты депутатов (1995—1999)[273].
- Салли, Энтони (79) — американский серийный убийца[274].
- Санакевич, Павел[пол.] (68) — польский актёр[275].
- Семёнов, Тенгиз Александрович (82) — советский и российский кинорежиссёр-документалист, заслуженный деятель искусств Российской Федерации (1996)[276].
- Сторрс, Нэнси[англ.] (73) — американская академическая гребчиха, участница летних Олимпийских игр 1976[277].
- Тэрасава, Буити (68) — японский мангака[278].
- Ху, Ричард[англ.] (96) — сингапурский политик, депутат Парламента (1984—2001), министр здравоохранения (1985—1987) и финансов (1985—2001)[279].

## 7 сентября

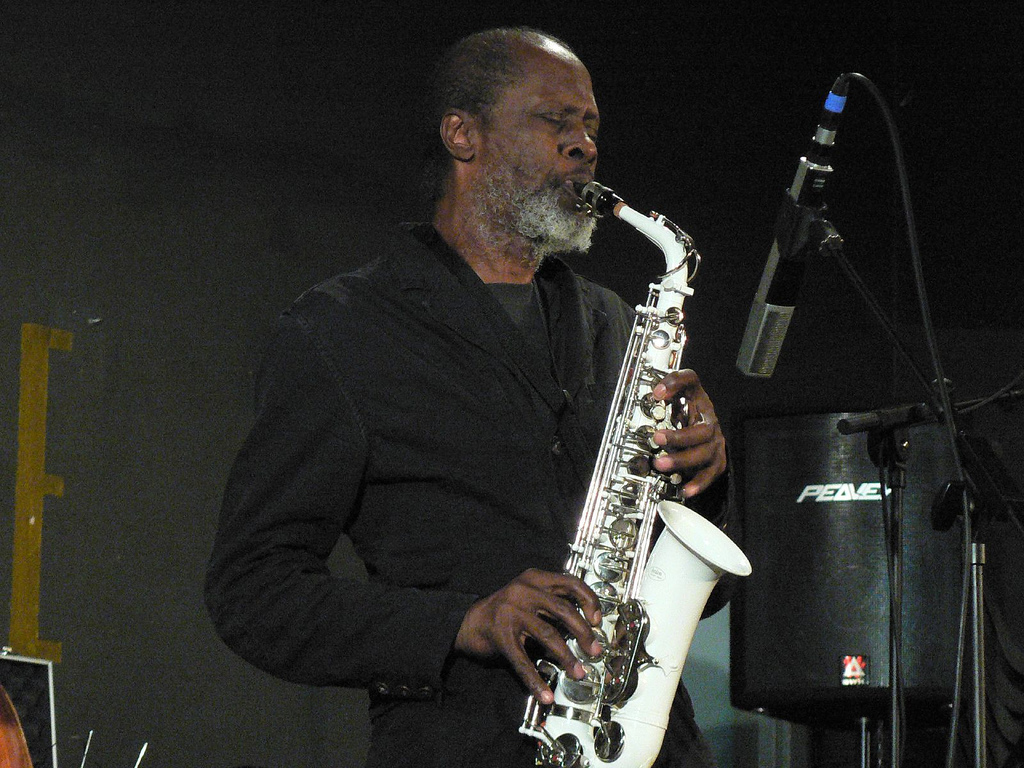
Чарльз Гейл

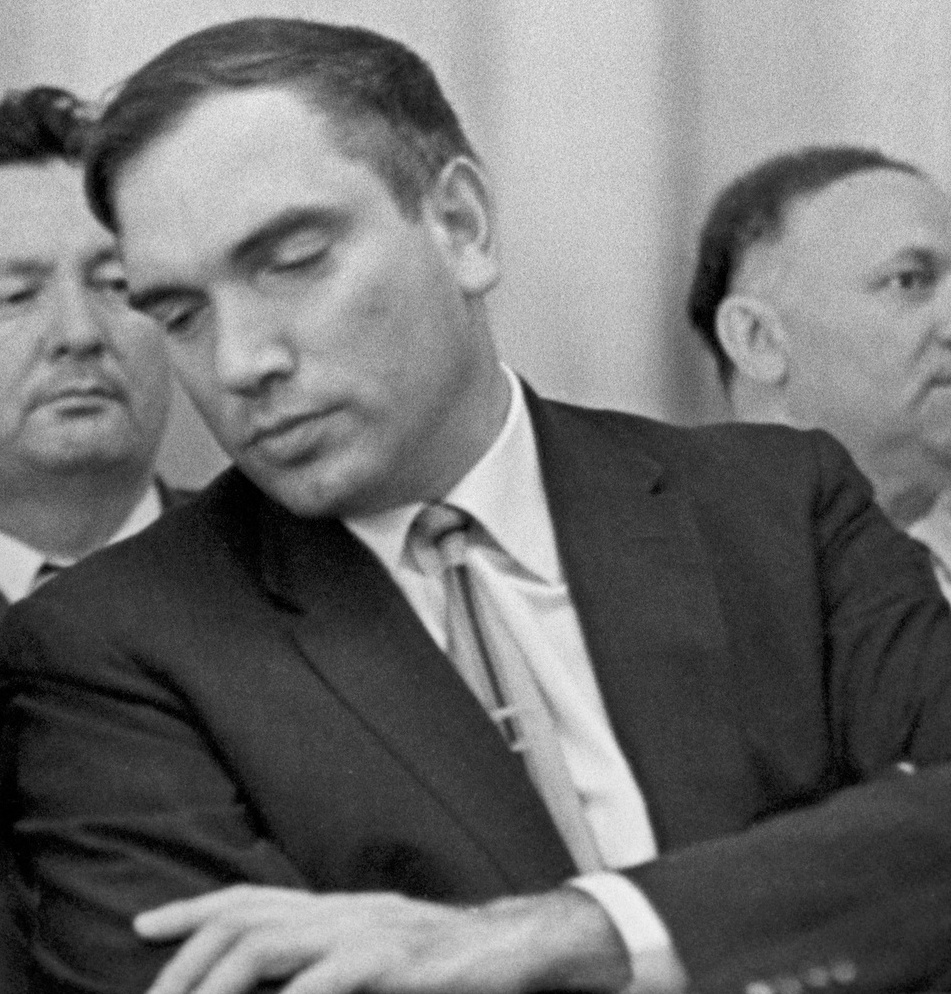
Энвер Мамедов

- Бритос, Оральдо[исп.] (90) — аргентинский политический деятель, министр труда (2001) и депутат парламента Аргентины (1973—1976, 1983—2003)[280].
- Гантенбейн-Куллен, Мари-Тереза[люкс.] (85) — люксембургский политик, член Палаты депутатов (2004—2009)[281].
- Кэрни, Джон[англ.] (93) — британский актёр[282].
- Мамедов, Энвер Назимович (100) — советский государственный деятель, дипломат и журналист, первый заместитель председателя Гостелерадио СССР (1962—1985)[283].
- Нисимура, Акира[яп.] (69) — японский композитор[284].
- Ринальди, Маргерита[итал.] (88) — итальянская оперная певица[285].
- Родио, Гвидо[итал.] (87) — итальянский политик[286].
- Ротенборг, Юдит[дат.] (74) — датская актриса[287].
- Хименес, Мария[исп.] (73) — испанская певица[288].
- Эран, Одед[ивр.] (82) — израильский дипломат, посол в Иордании (1997—2000) и Европейский Союз (2002—2007)[289].

## 6 сентября

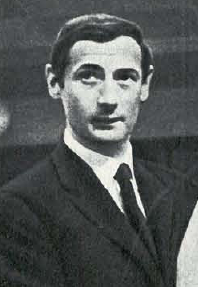
Марк Боан

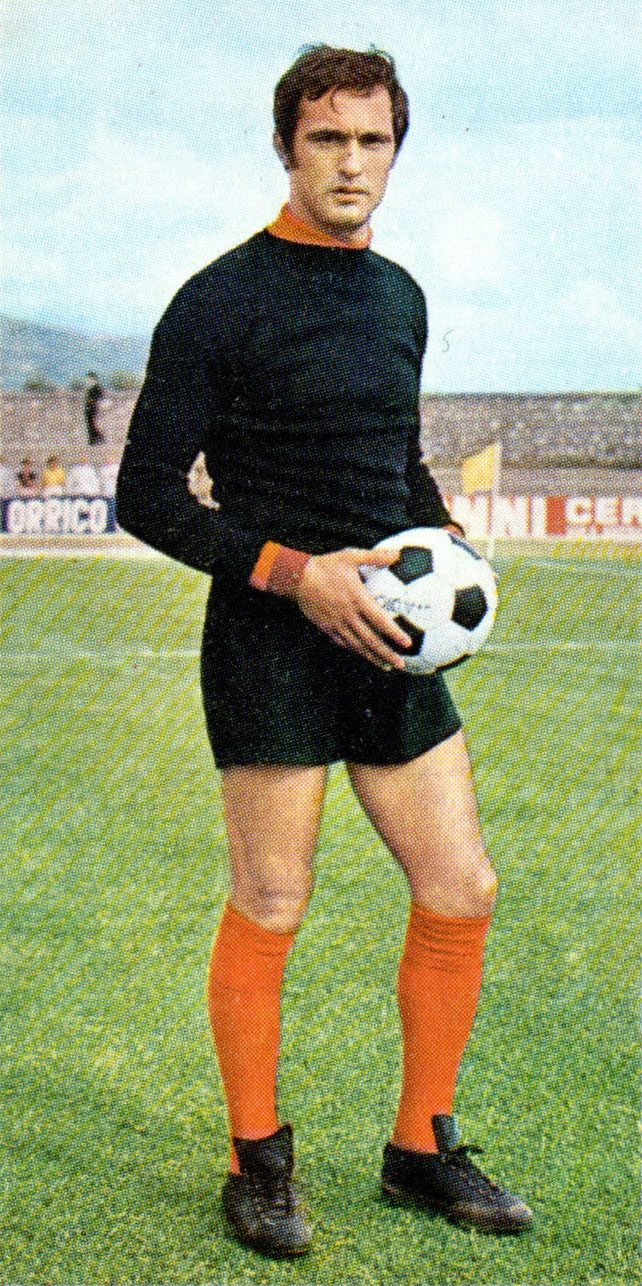
Альберто Джинульфи

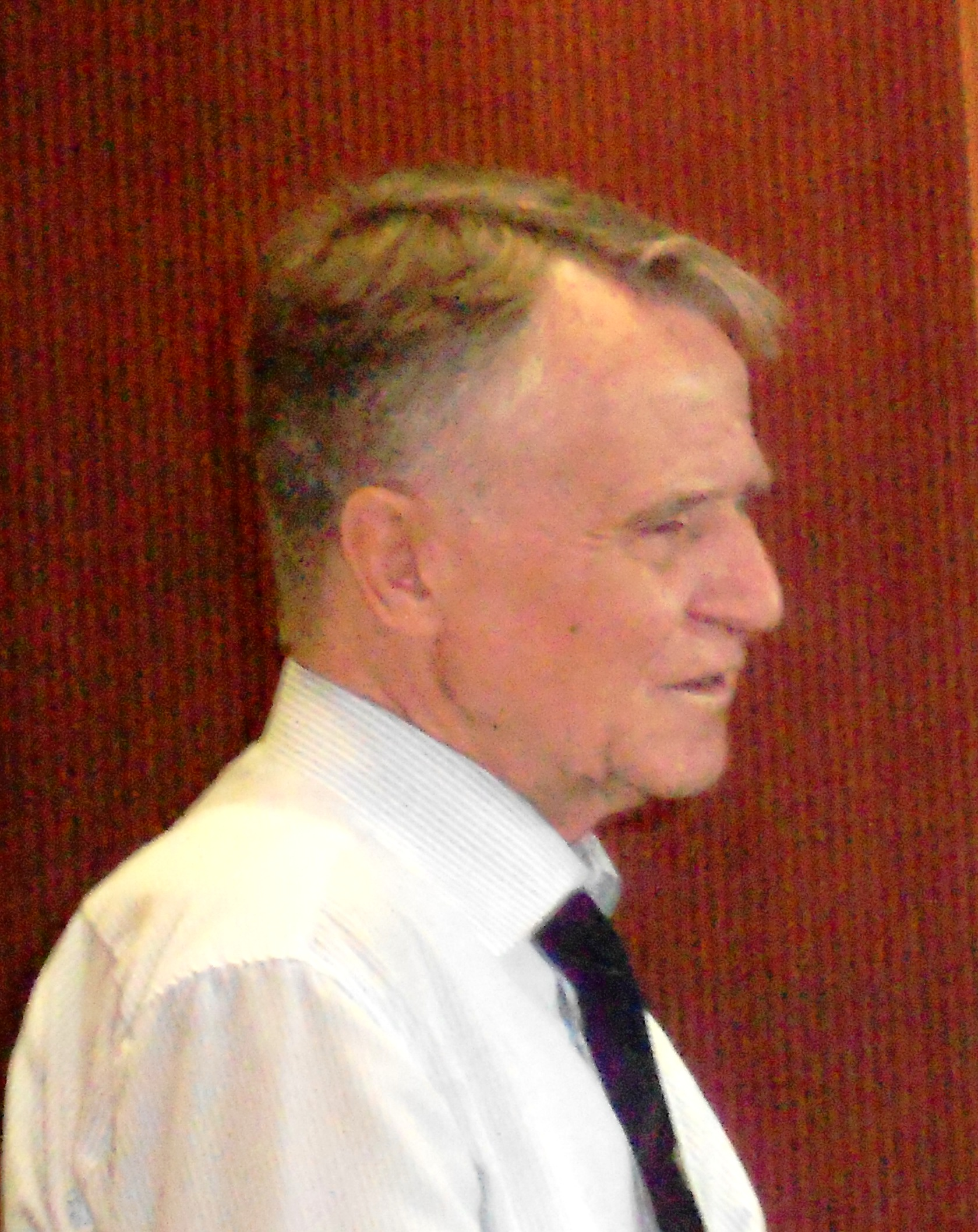
Ханс-Ульрих Клозе

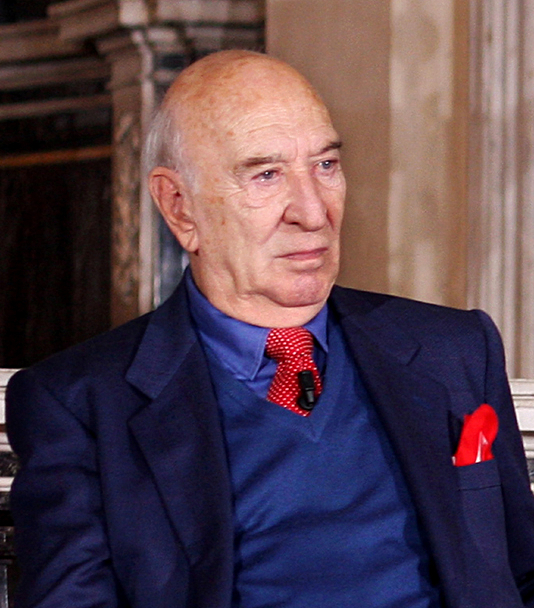
Джулиано Монтальдо

- Агуэро, Хосе Мария (76) — костариканский футболист, игрок национальной сборной[290].
- Аккерман, Реймонд[англ.] (92) — южноафриканский бизнесмен, председатель компаний Checkers[англ.] (1956—1966) и Pick n Pay Stores[англ.] (1996—2020)[291].
- Боан, Марк (97) — французский модельер[292].
- Буате, Марсель (101) — французский экономист[293].
- Вениамин (Зарицкий) (69) — архиерей Русской православной церкви, митрополит Оренбургский и Саракташский (с 2015)[294].
- Джинульфи, Альберто (81) — итальянский футболист[295].
- Дэвис, Ричард[англ.] (93) — американский джазовый контрабасист[296].
- Каплан, Авраам[ивр.] (92) — израильско-американский хоровой дирижёр и композитор[297].
- Кеог, Дермот[англ.] (78) — ирландский историк[298].
- Ким Но Сик[кор.] (78) — южнокорейский политик, депутат Национального собрания (1981—1985, 2008—2012)[299].
- Клозе, Ханс-Ульрих (86) — немецкий политик, мэр Гамбурга (1974—1981), депутат Бундестага (1983―2013)[300].
- Козловский, Игорь Анатольевич[укр.] (69) — украинский историк и религиовед[301].
- Линдблад, Гуллан[швед.] (90) — шведский политик, депутат Риксдага (1979—1998)[302].
- Мильтон, Челль-Руне[швед.] (75) — шведский хоккеист и тренер, пятикратный призёр чемпионатов мира[303].
- Михальченко, Михаил Степанович (64) — российский график и дизайнер, почётный член РАХ (2019)[304].
- Монтальдо, Джулиано (93) — итальянский кинорежиссёр и актёр[305].
- Муриуки, Сайлас[англ.] (74) — кенийский политик, депутат Национальной ассамблеи (2007―2013)[306].
- Нида, Уити фон (101) — американский баскетболист («Балтимор Буллетс»)[307].
- Орлов, Андрей Игоревич (39) — украинский военный, сержант, участник российско-украинской войны, Герой Украины (2022); погиб в бою[308].
- Раджуркар, Малини[англ.] (82) — индийская певица[309].
- Роден, Стив[англ.] (59) — американский музыкант, пионер лоуэркейса[310].
- Слепичка, Милан[чеш.] (84) — чешский актёр[311].
- Чон Си Чхэ[англ.] (87) — южнокорейский политик, депутат Национального собрания (1981—1988, 1992—1996), министр сельского хозяйства, лесоводства и рыболовства (1996—1997)[312].
- Чоудхури, Эбадур Рахман[англ.] (76) — бангладешский политик, депутат Национальной ассамблеи (1988—1996, 2001—2006)[313].
- Шух, Ирен[чеш.] (87) — восточногерманская метательница диска, участница летних Олимпийских игр (1960)[314].
- Эрнандес Мак, Лукресия (49) — гватемальский политик, министр социальной помощи (2016―2017), депутат Конгресса (с 2020)[315].

## 5 сентября

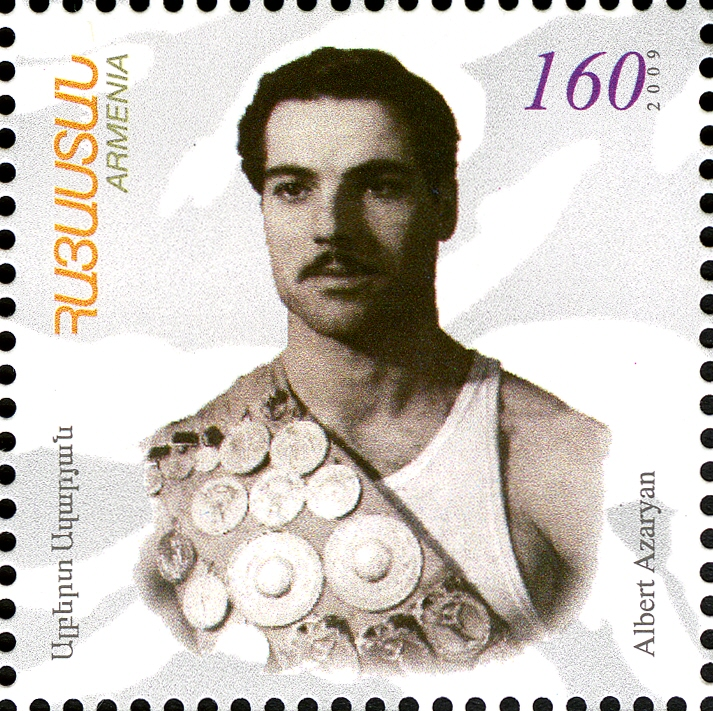
Альберт Азарян

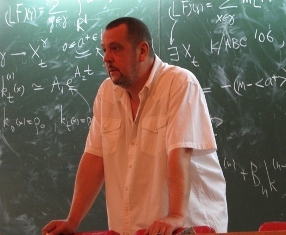
Юрий Кондратьев

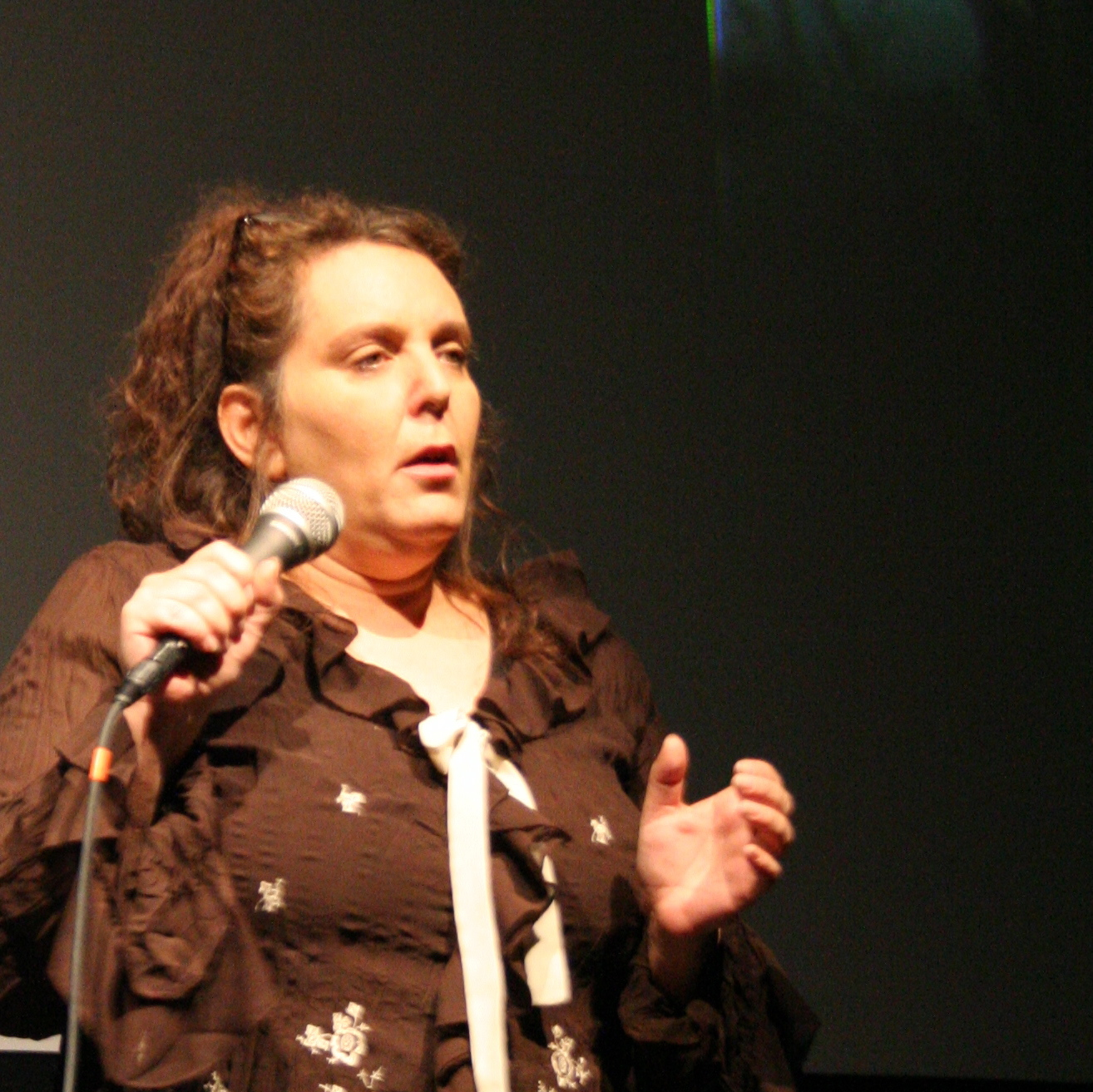
Молли Хольцшлаг

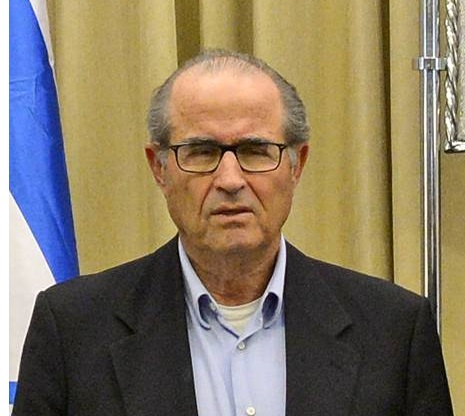
Шабтай Шавит

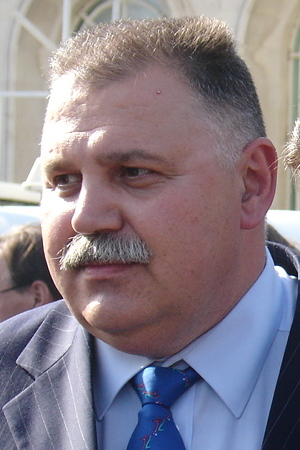
Иван Шукер

- Азарян, Альберт Вагаршакович (94) — советский гимнаст, трёхкратный олимпийский чемпион (1956, 1960), четырёхкратный чемпион мира, заслуженный мастер спорта СССР (1954)[316].
- Галвес, Антониу[порт.] (76) — бразильский математик, действительный член Академии наук Бразилии[317].
- Гатро, Брюс[англ.] (62) — канадский певец, музыкант и автор песен (Runrig)[318].
- Гейл, Чарльз (84) — американский джазовый саксофонист и пианист[319].
- Джевхери, Неджметтин (93) — турецкий политик, министр[320].
- Кампос, Мария Тереса[исп.] (82) — испанская телеведущая и журналист[321].
- Камю, Пьер[англ.] (100) — канадский географ и государственный служащий, член Королевского общества Канады (1966)[322].
- Клаус, Юрген[нем.] (88) — немецкий художник и писатель[323].
- Кокер, Кристофер[англ.] (70) — британский политолог и политический философ[324].
- Кондратьев, Юрий Григорьевич (69) — украинский математик[325].
- Лавиолетт, Ричард[англ.] (41) — канадский эстрадный певец и автор песен[326].
- Мулюков, Галинур Мухаррямович[баш.] (73) — советский и российский партийный и политический деятель, второй секретарь Башкирского обкома КПСС (1990—1991)[327].
- Рахнаварди, Хасан[англ.] (96) — иранский тяжелоатлет и политик, призёр чемпионатов мира (1949, 1951, 1955, 1957), двукратный участник летних Олимпийских игр (1952, 1956), губернатор Йезда[328].
- Угорский, Анатолий Зальманович (80) — советский и немецкий пианист[329].
- Хольцшлаг, Молли (60) — американская писательница и активистка[330].
- Шавит, Шабтай (84) — израильский политик, генеральный директор Моссада (1989—1996)[331].
- Шукер, Иван (65) — хорватский экономист и политик, министр финансов (2003—2010)[332].
- Экснер, Адам[англ.] (94) — канадский католический прелат, епископ Ванкувера[англ.] (1991—2004)[333].

## 4 сентября

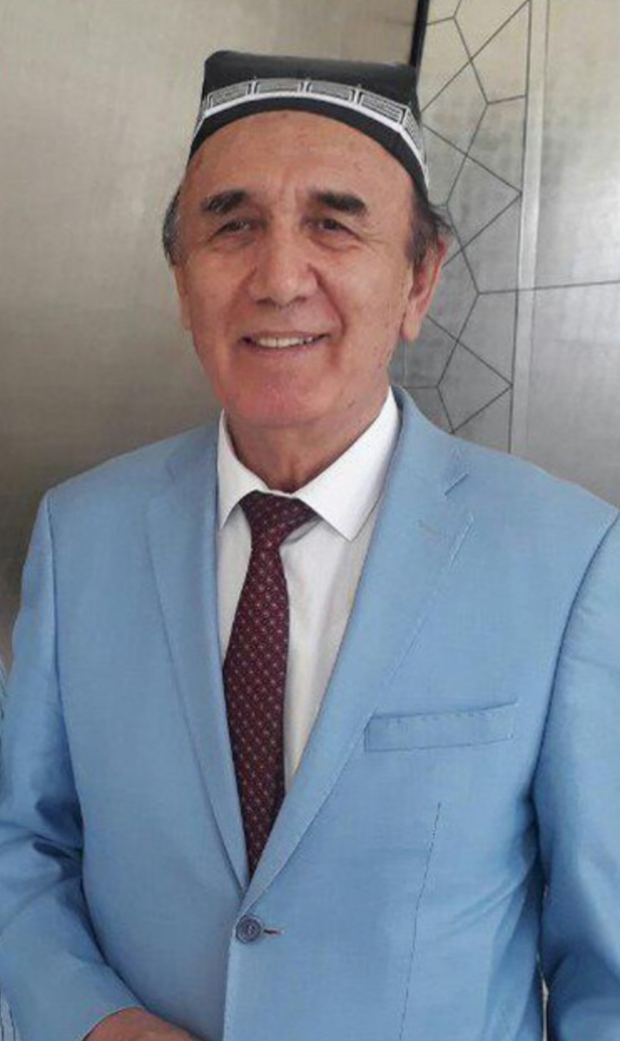
Шерали Джураев

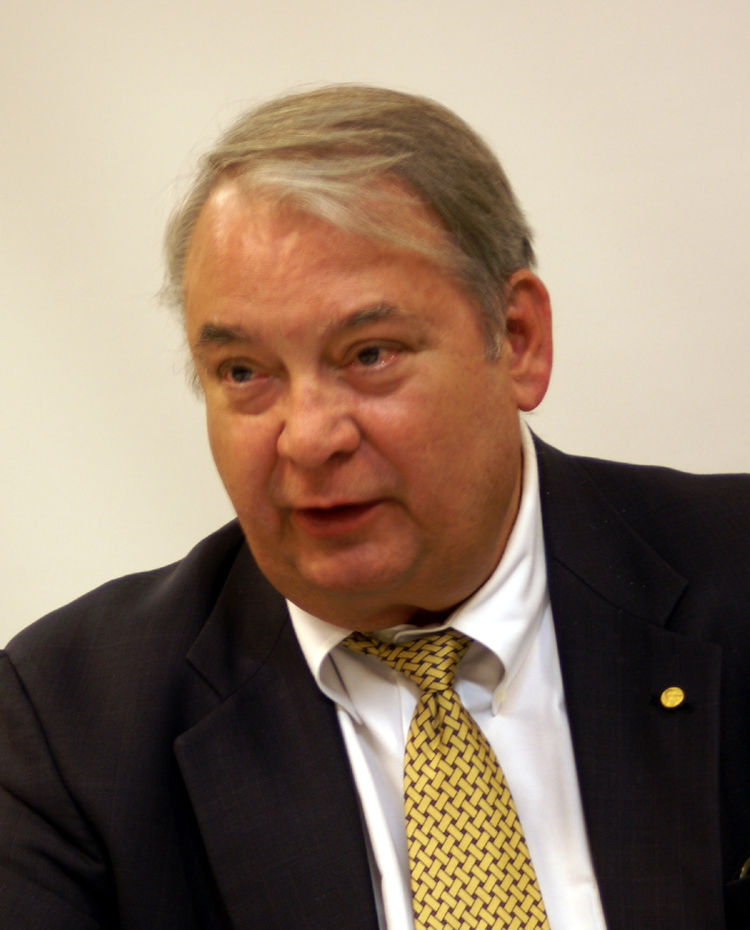
Ферид Мурад

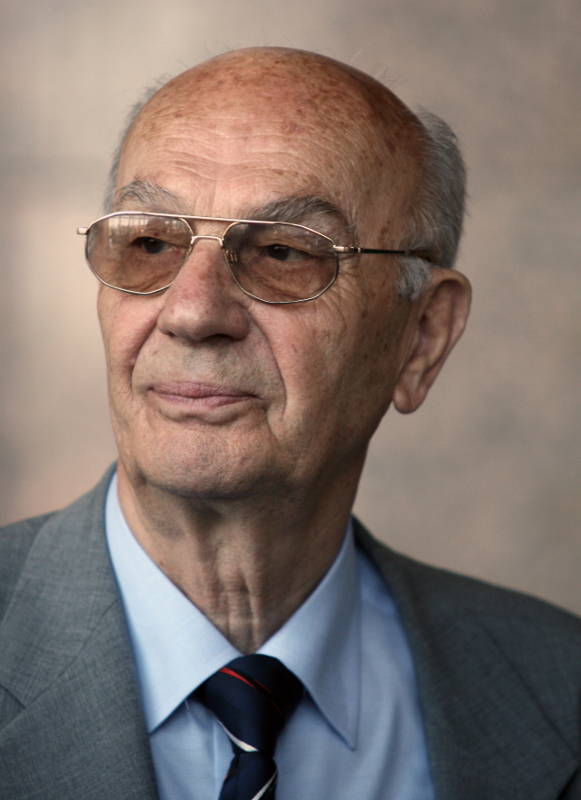
Антон Тус

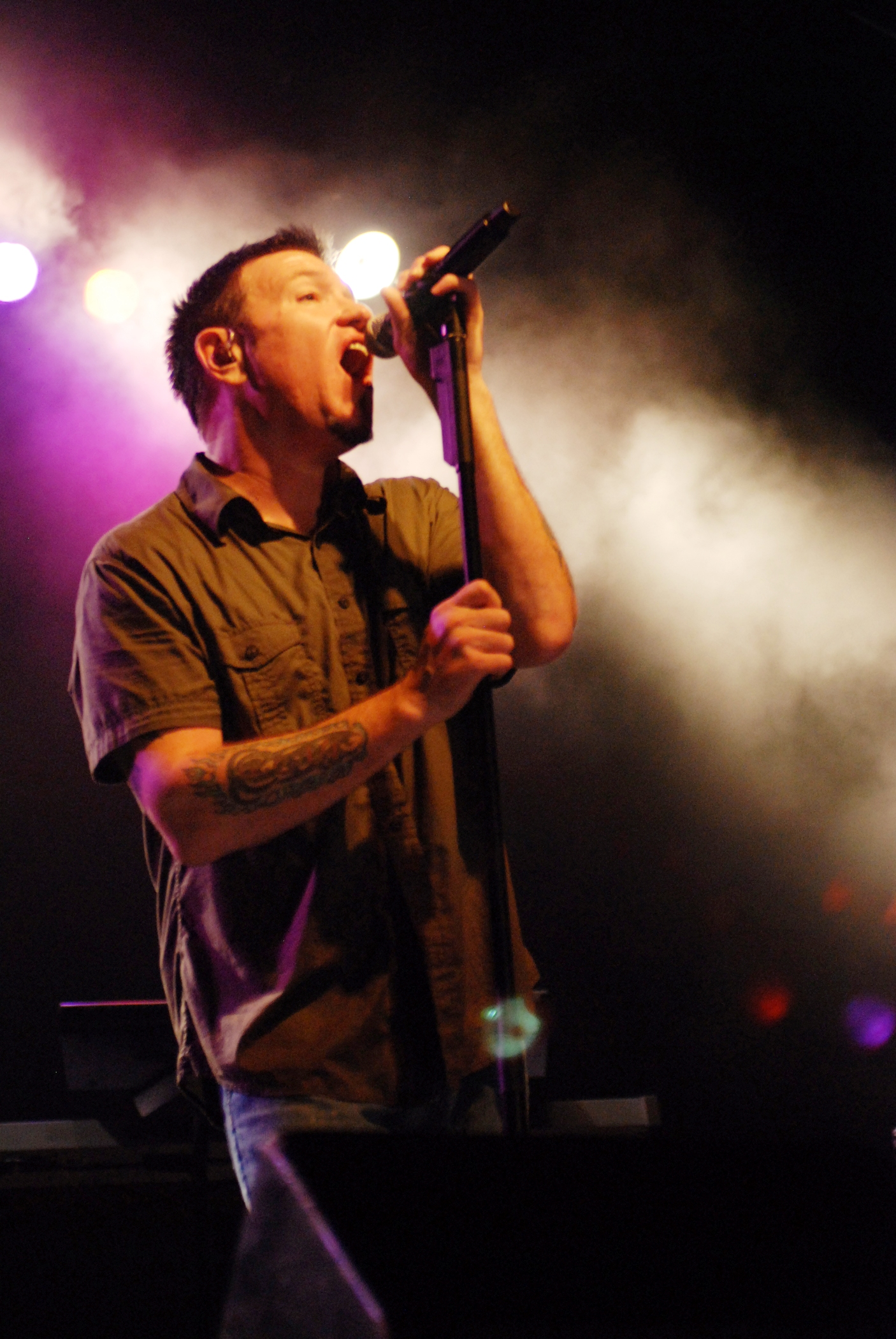
Стивен Харвелл

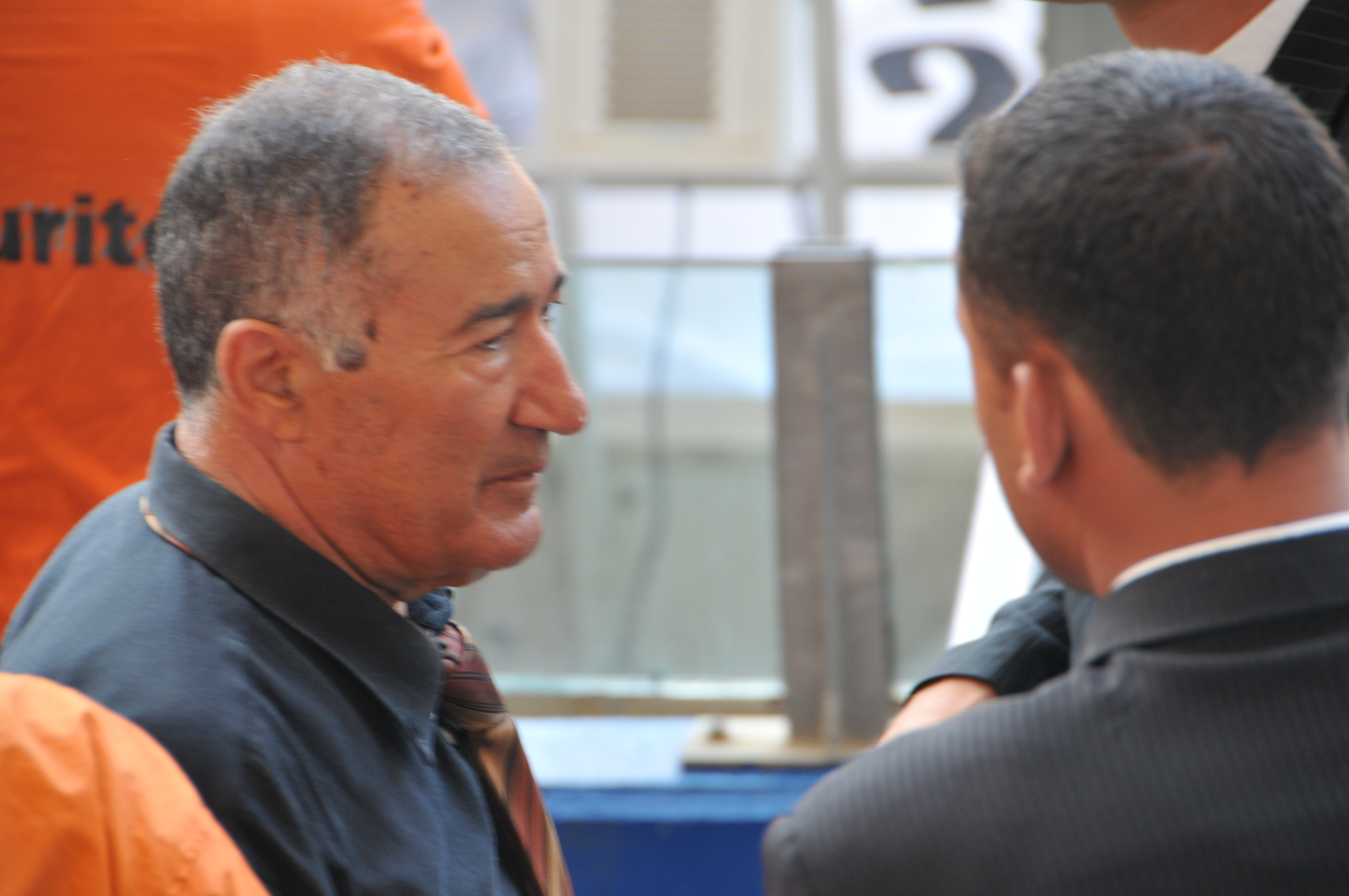
Амер Хизем

- Андрюлёнис, Данас[англ.] (71) — литовский художник[334].
- Бергссон, Гудбергур[исл.] (90) — исландский писатель, двукратный лауреат Исландской литературной премии (1991, 1997), лауреат литературной премии Шведской академии (2004)[335].
- Гроссман, Эдит[англ.] (87) — американская литературная переводчица испанской и латиноамериканской литературы[336].
- Дель Хунко, Тирсо[англ.] (98) — кубинский академический гребец, участник летних Олимпийских игр (1948)[337].
- Джураев, Шерали (76) — советский и узбекский певец, композитор и актёр, депутат парламента (1990—1995), народный артист Узбекской ССР (1987), народный артист Таджикистана (2018)[338].
- Михас, Ириней[пол.] (85) — польский политик, сенатор (1993—2001)[339].
- Мицул, Виолета[рум.] (26) — молдавская футболистка; несчастный случай[340].
- Моллой, Мик[англ.] (85) — ирландский стайер, участник Олимпийских игр (1968)[341].
- Мурад, Ферид (86) — американский врач и фармаколог, лауреат Нобелевской премии по физиологии или медицине (1998), член Национальной академии наук США (1997)[342].
- Орт, Жерар[фр.] (87) — французский вирусолог, член Французской академии наук и Европейской академии[343].
- Райт, Гэри[англ.] (80) — американский певец и композитор[344].
- Смоллвуд, Мэри[англ.] (103) — британский историк[345].
- Тода, Кунидзи[яп.] (88) — японский политик, член, Палаты советников парламента (1995—2001)[346].
- Топольсков, Александр Петрович (73) — советский и российский актёр, заслуженный артист Российской Федерации (1999)[347].
- Тус, Антон (91) — югославский и хорватский военный деятель, начальник генерального штаба Вооружённых сил Хорватии (1991—1992)[348].
- Фармер, Джонти[англ.] (78) — новозеландский яхтсмен, участник летних Олимпийских игр (1968, 1976)[349].
- Харвелл, Стивен (56) — американский музыкант и певец, вокалист группы Smash Mouth[350].
- Хизем, Амер (85) — тунисский футболист и тренер[351].

## 3 сентября

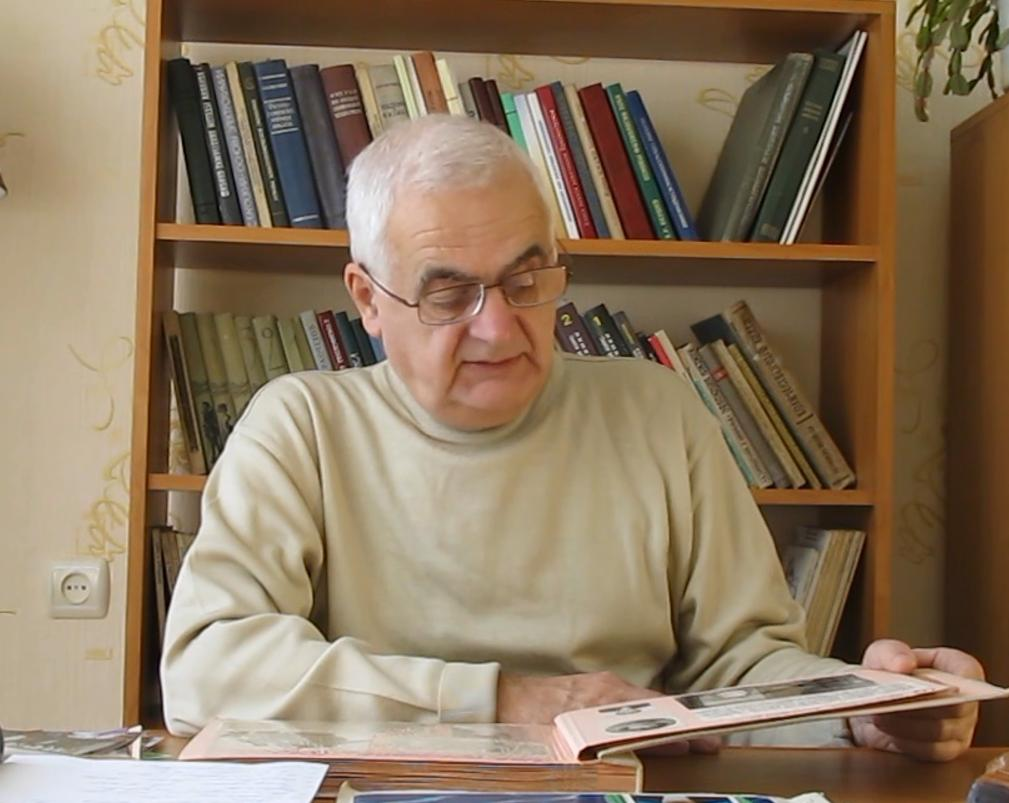
Александр Дикусар

- Агеносов, Владимир Вениаминович (81) — советский и российский литературовед, заслуженный деятель науки Российской Федерации (2004)[352].
- Бергунью, Жан[фр.] (83) — французский бизнесмен, генеральный директор Électricité de France (1987—1994), президент SNCF (1994—1995)[353].
- Грегори, Жозе[порт.] (92) — бразильский юрист и политик, министр юстиции[англ.] (2000—2001)[354].
- Дикусар, Александр Иванович (81) — советский и молдавский электрохимик, член-корреспондент АН Молдовы (2007)[355].
- Кащей, Владимир Иванович (74) — советский и российский спортсмен и тренер по конькобежному спорту, заслуженный мастер спорта СССР[356].
- Максвелл, Брэд[англ.] (66) — канадский хоккеист («Миннесота Норт Старз», «Торонто Мейпл Лифс», «Ванкувер Кэнакс»)[357].
- Самуэльссон, Морган[швед.] (55) — шведский хоккеист и тренер[358].
- Себелуэ, Хосе[англ.] (74) — французский певец, музыкант и автор песен, основатель группы La Compagnie créole[359].
- Стрик, Хит[англ.] (49) — зимбабвийский игрок в крикет, игрок национальной сборной[360].
- Сьяни, Йоланда[исп.] (85) — мексиканская актриса[361].
- Тернер, Джон Ф. К.[англ.] (96) — американский архитектор, лауреат премии «За правильный образ жизни» (1988)[362].
- Уоткинс, Дэвид[англ.] (81) — валлийский регбист и тренер[363].
- Хано, Миклош[венг.] (66) — венгерский политик, депутат Государственного собрания (1998—2002, 2010—2014)[364].
- Хуньент, Карме[исп.] (68) — испанский каталонский лингвист[365].
- Эрнандес, Хильберто[исп.] (26) — панамский футболист; убийство[366].

## 2 сентября

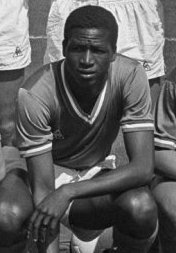
Салиф Кейта Траоре

- Арлен, Уолтер[англ.] (103) — американский композитор и музыкальный критик[367].
- Власий (Могырзан) (81) — митрополит и архиепископ неканонической Православной старостильной церкви Румынии (1992—2022)[368].
- Голсон, Джек[англ.] (96) — австралийский археолог[369].
- Дассо, Нальдо[англ.] (92) — аргентинский наездник, участник летних Олимпийских игр (1956, 1960)[370].
- Кейта Траоре, Салиф (76) — малийский футболист, Африканский футболист года (1970)[371].
- Лэмб, Роберт А.[англ.] (72) — американский вирусолог, член Национальной академии наук США (2003)[372].
- Миралья, Микеле[итал.] (88) — итальянский политик, сенатор (1976—1983)[373].
- Митич, Илья[англ.] (83) — югославский и американский футболист[374].
- Патро, Сурья Нараян[ория] (74) — индийский политик, спикер Законодательного собрания штата Одиша (2019—2022)[375].
- Пирсон, Марк (83) — английский футболист («Манчестер Юнайтед»)[376].
- Пурсамади, Мортеза[перс.] (70) — иранский режиссёр[377].
- Р. С. Шиваджи[англ.] (66) — индийский актёр[378].

## 1 сентября

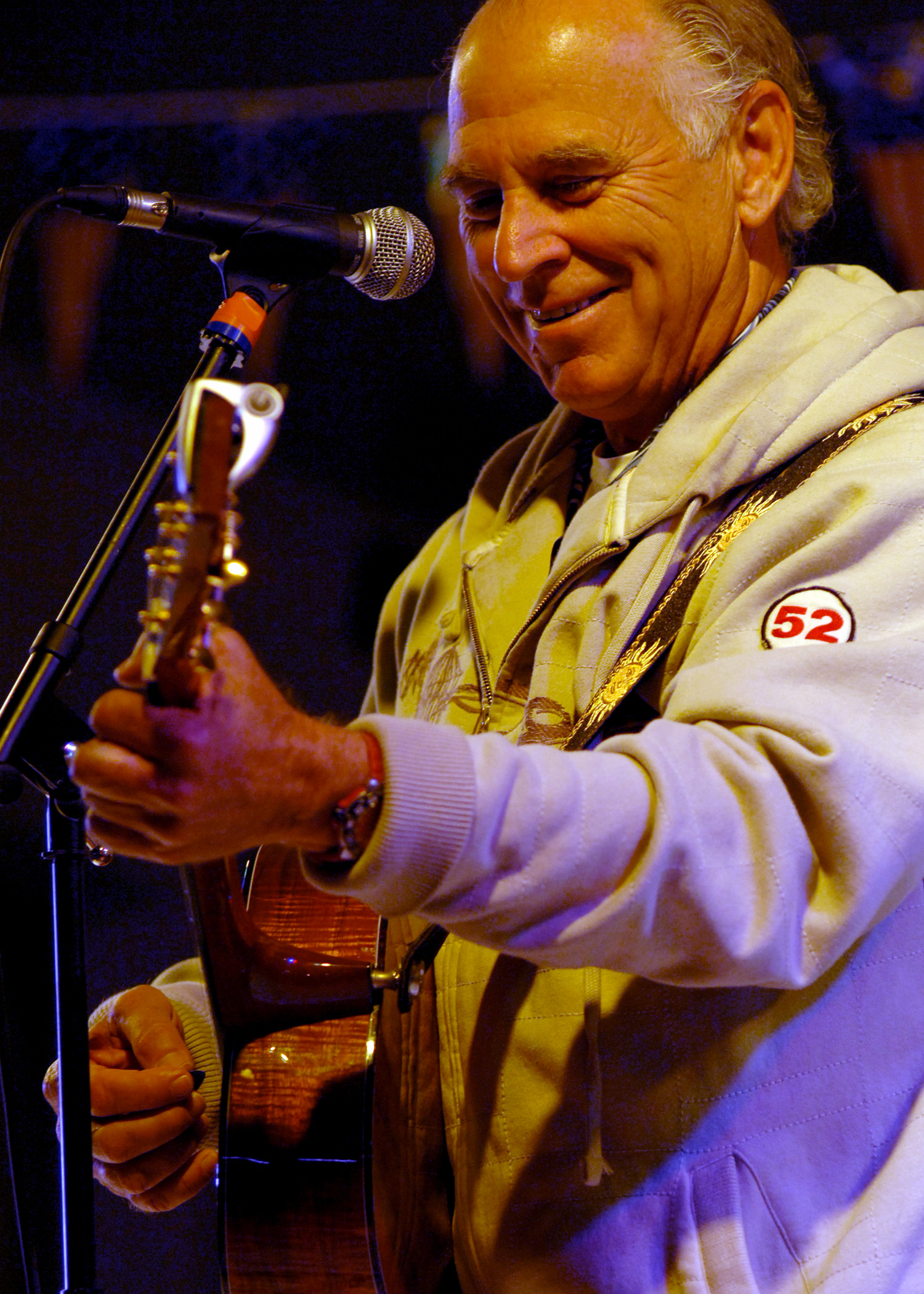
Джимми Баффетт

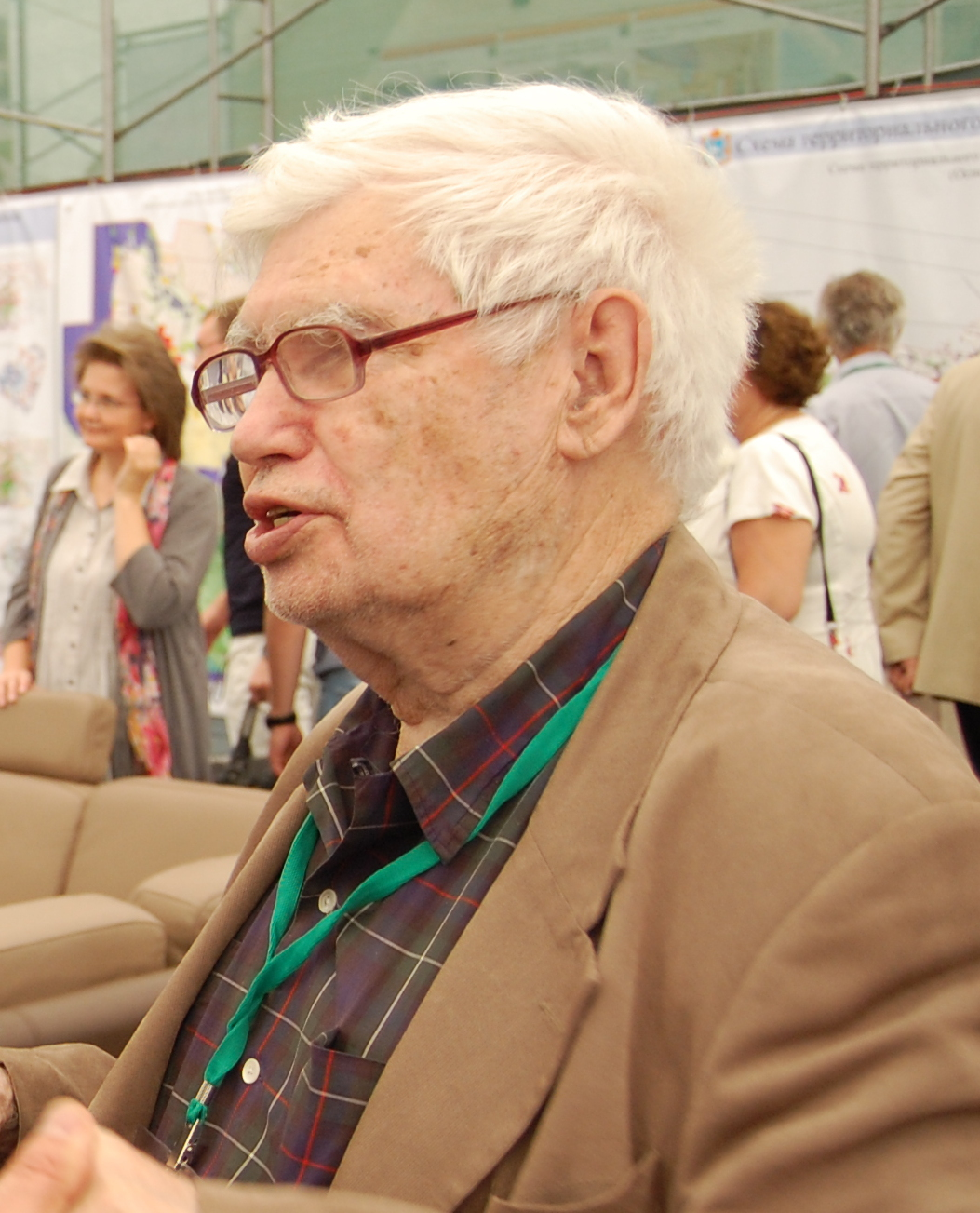
Юрий Бочаров

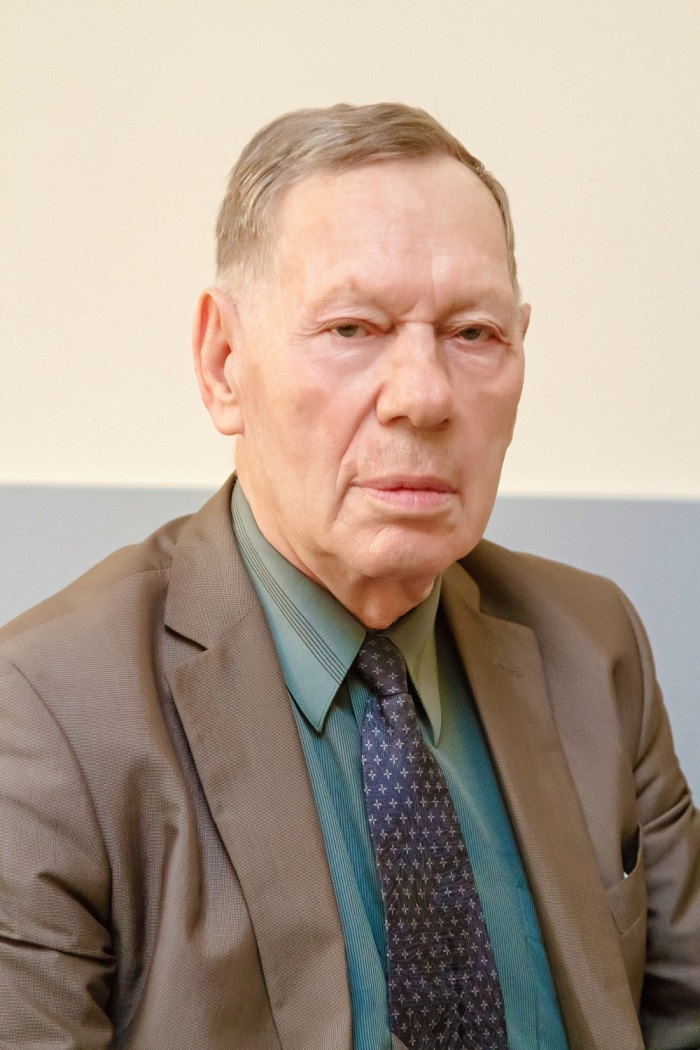
Василий Кулавский

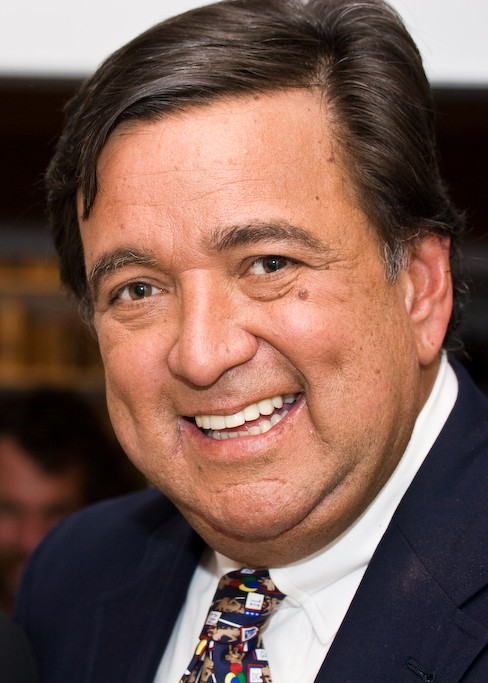
Уильям Ричардсон

- Баффетт, Джимми (76) — американский певец и автор песен[379].
- Бочаров, Юрий Петрович (97) — советский и российский архитектор, директор НИИТИАГ (1983—1988), академик РААСН (1994)[380].
- Вати, Людовик[фр.] (34) — французский баскетболист[381].
- Вёллерт, Карл[нем.] (81) — австрийский политик, член Федерального совета (1990—1997)[382].
- Кармен, Джеральд П.[англ.] (93) — американский бизнесмен и дипломат, посол США при международных организациях ООН в Женеве (1984—1986), руководитель Управления общих служб (1981—1984)[383].
- Каррье, Руди[исп.] (85) — аргентинский актёр и чтец[384].
- Кукулеску, Иоан[рум.] (86) — румынский математик, академик РуА (2023)[385].
- Кулавский, Василий Агеевич (84) — советский и российский акушер-гинеколог[386].
- Лукомский, Юрий Александрович (87) — российский учёный в области корабельных систем управления, заслуженный деятель науки Российской Федерации (1996)[387].
- Мерсат, Джелаинг[англ.] (74) — малайзийский политик, депутат Парламента (2004—2013)[388].
- Накамура, Сёдзабуро[яп.] (89) — японский политик, член Палаты советников (1979—2005), министр юстиции[англ.] (1998—1999)[389].
- Пастер, Максим Анатольевич (47) — украинский и российский оперный певец (тенор), солист Большого театра[390].
- Ривель, Кирилл Игоревич (74) — русский поэт, автор и исполнитель песен[391].
- Ричардсон, Уильям Блейн (75) — американский политик, посол в ООН (1997—1998), министр энергетики (1998—2001), губернатор штата Нью-Мексико (2003—2011)[392].
- Сиам, Амин[индон.] (77) — индонезийский политик, губернатор Южного Сулавеси (2003—2008)[393].
- Смит, Нельс Дженсен[англ.] (84) — американский политик, спикер Палаты представителей Штата Вайоминг (1977—1979)[394].
- Стоянович, Милка[серб.] (86) — сербская оперная певица (сопрано)[395].
- Хишонгва, Хадино[англ.] (80) — намибийский политик, депутат Национальной ассамблеи (1989—2005)[396].